# Sainte-Marie-du-Mont (Isère)
Pour les articles homonymes, voir Sainte-Marie-du-Mont.
Sainte-Marie-du-Mont est une commune française située, géographiquement dans le massif de la Chartreuse, administrativement dans le département de l'Isère en région Auvergne-Rhône-Alpes et, autrefois rattachée à l'ancienne province du Dauphiné et limitrophe de l'ancien duché de Savoie.
La commune, dont le territoire est entièrement rural, dans une zone de moyenne montagne est située dans l'arrondissement de Grenoble, dans le canton du Touvet et elle est adhérente à la communauté de communes du Pays du Grésivaudan.
La commune est également adhérente du Parc naturel régional de Chartreuse qui a été créé le 6 mai 1995 et révisé en 2008.
La commune héberge un site préhistorique au pied de la falaise de la Chartreuse. Au Moyen Âge, la paroisse semblait dépendre d'un seigneur local comme l'atteste un dessin datant du XVIe siècle indiquant la présence d'un château médiéval.
Les habitants de la commune sont dénommés les Marie-Montois.

## Géographie

### Situation et description

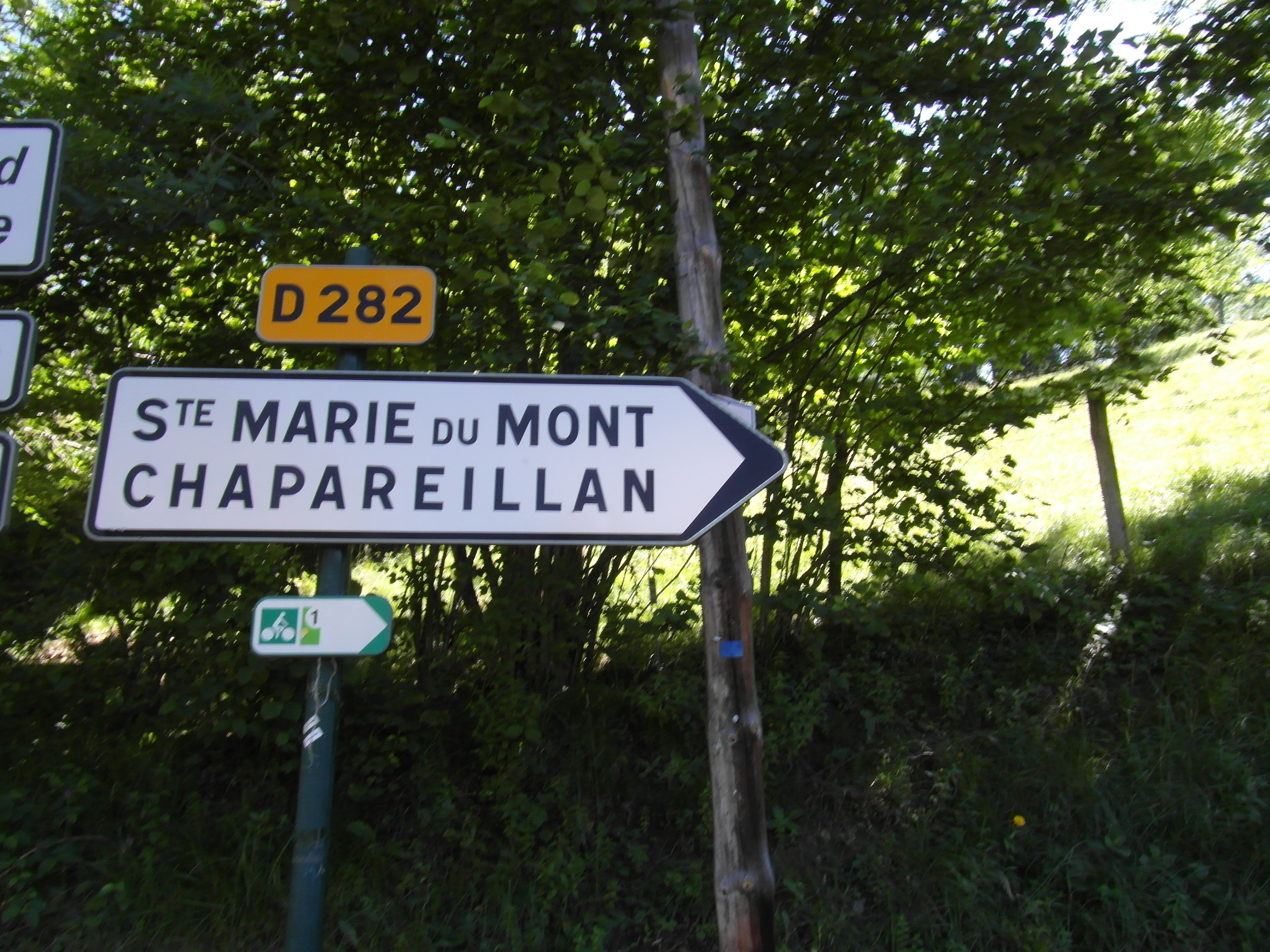
Panneau de la D282 dans Sainte-Marie-du-Mont.

Le territoire de la commune de Sainte-Marie-du Mont est contenu en son entier dans le massif de la Chartreuse, massif calcaire très karstifié situé dans les Préalpes françaises, dans le sud-est de la France.
Le territoire communal, rural, est essentiellement un espace de moyenne montagne entièrement située entre 550 mètres et 2 000 mètres d'altitude, précisément positionné sur le plateau des Petites Roches, sur le rebord oriental du massif de la Chartreuse, zone touristique dominant la vallée du Grésivaudan. La mairie située au centre du territoire se positionne à 930 mètres d'altitude. Flanqué au sud-est d'une falaise de 800 mètres de dénivelé qui donne sur la vallée du Grésivaudan, le territoire communal est lui-même au pied d'une falaise de près de 1 000 mètres de hauteur, courant de la Dent de Crolles au sud au Mont Granier au nord.
La commune, ainsi que ses différents hameaux, sont reliés à la vallée du Grésivaudan par la route départementale no 282. La commune se situe entièrement dans le territoire du Parc naturel régional de Chartreuse, lui-même sillonné par de nombreux sentiers dont certains démarrent au cœur de la commune. La commune abrite également une partie de la réserve naturelle nationale des Hauts de Chartreuse qui a pour objet de protéger et de faciliter la gestion de ce domaine subalpin pour que les diverses activités rurales, forestières et touristiques, dont les nombreux sentiers de randonnées, soient compatibles avec la préservation de la faune, de la flore et du paysage.
Bien que le territoire de la commune soit entièrement situé dans le département de l'Isère, celui-ci se localise sur la bordure septentrionale du département, à la limite du département de la Savoie, en région Auvergne-Rhône-Alpes.

Le plateau des Petites Roches, depuis la chaîne de Belledonne ; le territoire de Sainte-Marie-du-Mont se situe dans la partie droite de la photographie.

### Communes limitrophes

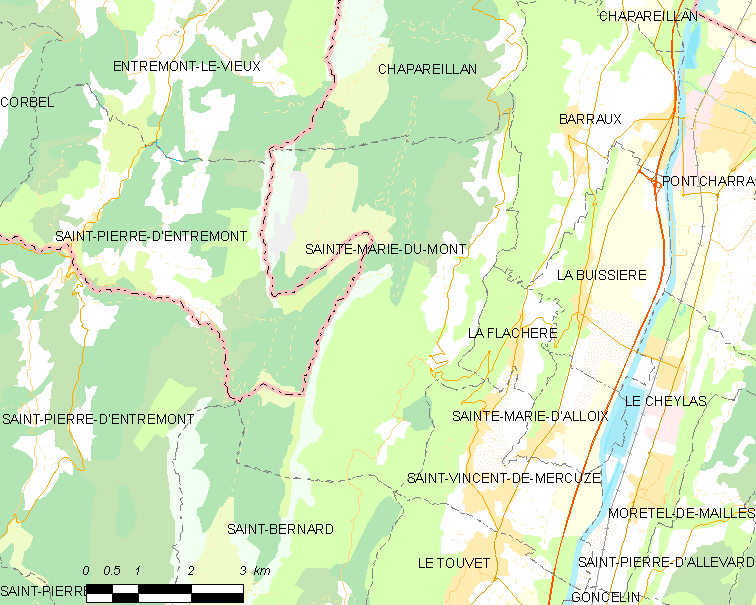
Localisation du territoire communal.

### Climat
Pour des articles plus généraux, voir Climat d'Auvergne-Rhône-Alpes et Climat de l'Isère.
En 2010, le climat de la commune est de type climat de montagne, selon une étude du Centre national de la recherche scientifique s'appuyant sur une série de données couvrant la période 1971-2000. En 2020, Météo-France publie une typologie des climats de la France métropolitaine dans laquelle la commune est exposée à un climat de montagne ou de marges de montagne et est dans la région climatique Alpes du nord, caractérisée par une pluviométrie annuelle de 1 200 à 1 500 mm, irrégulièrement répartie en été.
Pour la période 1971-2000, la température annuelle moyenne est de 9,4 °C, avec une amplitude thermique annuelle de 17 °C. Le cumul annuel moyen de précipitations est de 1 216 mm, avec 9,6 jours de précipitations en janvier et 8,5 jours en juillet. Pour la période 1991-2020, la température moyenne annuelle observée sur la station météorologique de Météo-France la plus proche, « St-Pierre-les Egaux », sur la commune de Saint-Pierre-de-Chartreuse à 12 km à vol d'oiseau, est de 8,7 °C et le cumul annuel moyen de précipitations est de 1 787,2 mm,. Pour l'avenir, les paramètres climatiques de la commune estimés pour 2050 selon différents scénarios d'émission de gaz à effet de serre sont consultables sur un site dédié publié par Météo-France en novembre 2022.

### Géologie

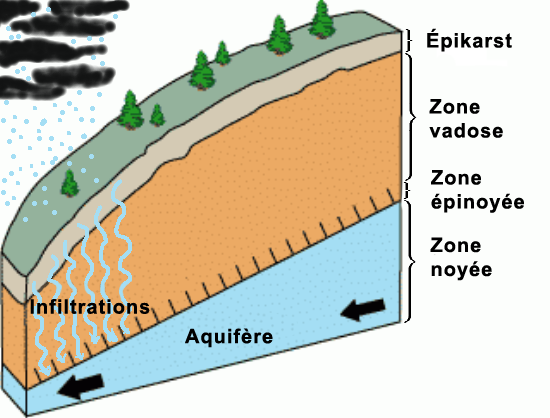
Schéma de l'hydrosystème karstique.

La Chartreuse est un massif subalpin calcaire appartenant à l'ensemble des Préalpes françaises. Ce type de massif culmine généralement autour de 2 000 m d'altitude, bien que le massif de la Chartreuse soit, en moyenne moins élevé que ses deux principaux massifs préalpins voisins, le Massif des Bauges et le Massif du Vercors, mais son relief en est pour autant bien plus prononcé.
En effet, par rapport à ces autres massifs, la Chartreuse est caractérisée par un relief inversé car des roches calcaires ont été plissées, au moment de la grande poussée alpine et ont entrainé des formes en dépressions dites synclinaux qui se trouvent être perchés au sommets des plateaux. Ces formes géologiques originales sont une des principales caractéristiques géologiques de ce massif.
La Chartreuse est également caractérisée par son relief fracturé, avec notamment des failles transversales et de nombreuses types de fractures. Ce massif subit également d'importantes précipitations et l'eau qui en est la résultante a une action très érosive sur les calcaires transformant ainsi le sous-sol de la Chartreuse en véritable gruyère qui se caractérise par des vides souterrains assez conséquents. Le côté oriental du massif présente un des plus grands réseaux karstiques de France comme au niveau de la Dent de Crolles mais également du côté de la commune de Sainte-Marie-du-Mont qui possède son propre réseau de galeries en sous-sol.

#### Site géologique remarquable
La banquette interglaciaire de Barraux et les vallées perchées du Grésivaudan sont un site géologique remarquable de 556,69 hectares qui se trouve sur les communes de Goncelin, Le Cheylas, La Flachère, Morêtel-de-Mailles, Sainte-Marie-d'Alloix, Saint-Vincent-de-Mercuze et Sainte-Marie-du-Mont (ces deux dernières communes étaient autrefois fusionnées). En 2014, ce site d'intérêt géomorphologique est classé « deux étoiles » à l'« Inventaire du patrimoine géologique ».

### Hydrographie
Le territoire de la commune est sillonné par de très nombreux ruisseaux et torrents issus des hauteurs du massif de la Chartreuse. Ceux-ci présentent des fluctuations saisonnières de type pluvial, fortement accentué à la fin du printemps en raison de la fonte nivale. Les cours d'eau les plus notables sont :
- Le ruisseau des Dégoûtés ;
- Le ruisseau des Granges ;
- Le ruisseau d'Alloix, de 6 km de longueur[13] ;
- Le ruisseau de Rivaillon, de 1,8 km de longueur ;
- Le ruisseau de la combe du Coing ;
- Le ruisseau des Granges ;
- Le ruisseau du Rif mort, petit ru traversant le hameau de Saint-Georges[14] ;
- Le torrent de Bresson, de 6,2 km de longueur[15] ;
- La Draye de Drumon.

Un petit étang formé par des eaux pluviales est visible dans le hameau de Bellechambre.

### Voies de communications et transport

#### Réseau routier
La commune est située à l'écart des grands axes de communications. Son territoire est cependant traversé par une voie secondaire, la route départementale 282 (RD 282) qui relie les communes de Saint-Vincent-de-Mercuze et de Chapareillan.
Les hameaux de Villard et de Bellechambre sont également raccordés à cet axe par la route départementale 30c (RD 30c) qui relie ensuite Saint-Bernard-du-Touvet
L'autoroute le plus proche est l'autoroute A41 qui relie Grenoble à Genève via Chambéry.
- 23 Le Touvet – villes desservies : Le Touvet, Allevard.

#### Transport ferroviaire
La gare SNCF la plus proche de la commune est la gare de Pontcharra, celle-ci, située à environ 15 km de la commune et possède un rôle majeur à l'échelle de la vallée du Grésivaudan et de la communauté de communes du Pays du Grésivaudan.

## Urbanisme

### Typologie
Au 1er janvier 2024, Sainte-Marie-du-Mont est catégorisée commune rurale à habitat dispersé, selon la nouvelle grille communale de densité à sept niveaux définie par l'Insee en 2022.
Elle est située hors unité urbaine. Par ailleurs la commune fait partie de l'aire d'attraction de Grenoble, dont elle est une commune de la couronne,. Cette aire, qui regroupe 204 communes, est catégorisée dans les aires de 700 000 habitants ou plus (hors Paris),.

### Occupation des sols
L'occupation des sols de la commune, telle qu'elle ressort de la base de données européenne d’occupation biophysique des sols Corine Land Cover (CLC), est marquée par l'importance des forêts et milieux semi-naturels (87,8 % en 2018), une proportion sensiblement équivalente à celle de 1990 (88,1 %). La répartition détaillée en 2018 est la suivante : 
forêts (68 %), prairies (12,2 %), milieux à végétation arbustive et/ou herbacée (11,5 %), espaces ouverts, sans ou avec peu de végétation (8,3 %). L'évolution de l’occupation des sols de la commune et de ses infrastructures peut être observée sur les différentes représentations cartographiques du territoire : la carte de Cassini (XVIIIe siècle), la carte d'état-major (1820-1866) et les cartes ou photos aériennes de l'IGN pour la période actuelle (1950 à aujourd'hui).

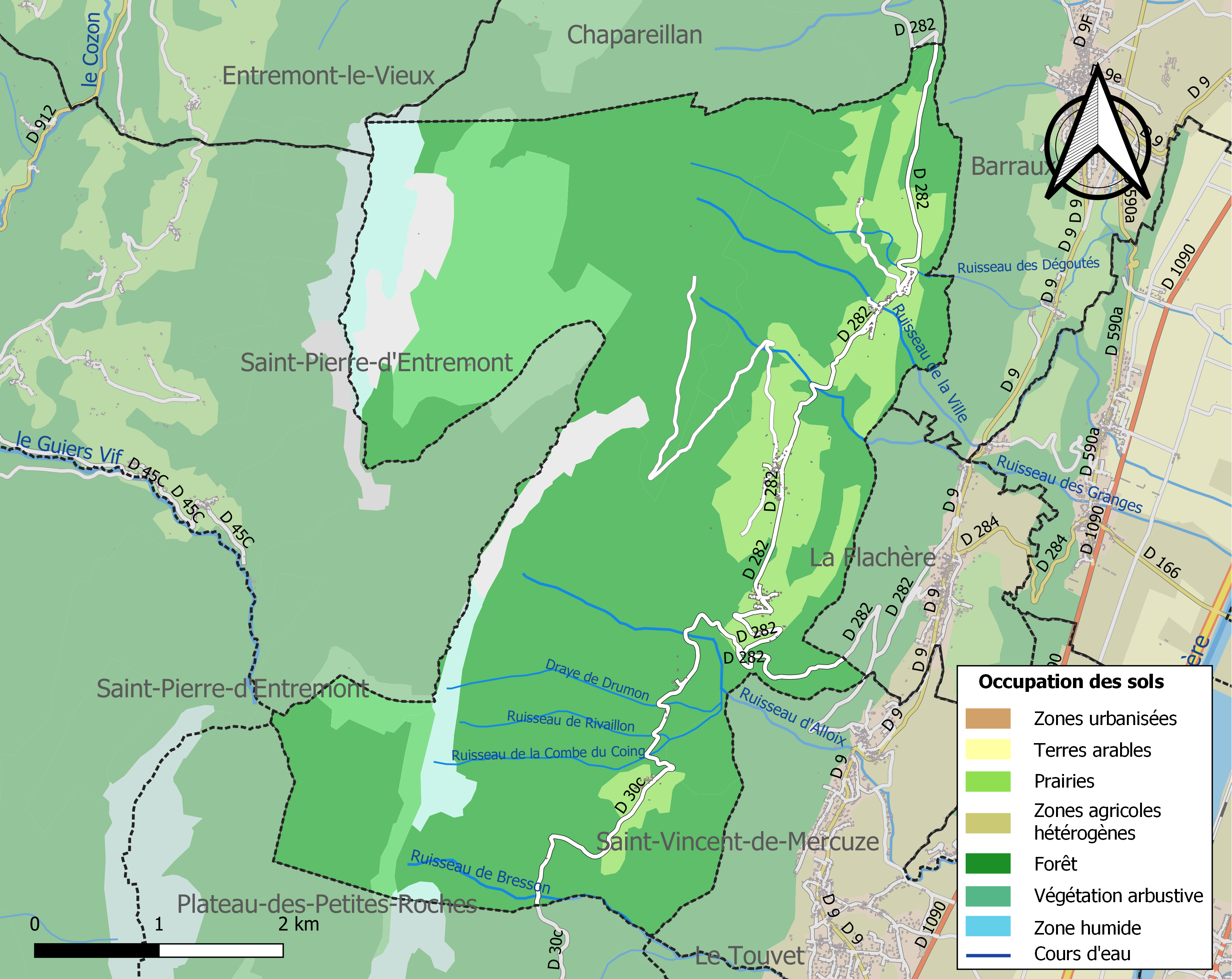
Carte des infrastructures et de l'occupation des sols de la commune en 2018 (CLC).

### Morphologie urbaine
Saint-Marie-du-Mont se caractérise comme une agglomération rurale de moyenne montagne présentant un habitat dispersé en plusieurs hameaux.

### Hameaux, écarts et lieux-dits
La commune compte de nombreux hameaux éparpillés au nord et au sud d'un modeste bourg central dénommé Les Près et où se situe la mairie, l'église, l'ancienne école et le cimetière communal.
Ces hameaux sont historiquement des groupes d'anciennes fermes avec leurs granges et leurs étables. Quelques maisons d'habitations permanentes ou de villégiatures ont été construites plus récemment.
Voici, ci-dessous, la liste la plus complète possible des divers hameaux, quartiers et lieux-dits résidentiels urbains comme ruraux qui composent le territoire de la commune de Sainte-Marie-du-Mont, présentés selon les références toponymiques fournies par le site géoportail de l'Institut géographique national.
Les principaux hameaux habités de la commune sont indiqués en caractères gras.
| Chez Guimet Saint-Georges les Côtes Fontaine Benoit le Charmille la Touvière Cugneroud | Vaujane le Grand Prayet les Prés (Mairie église et cimetière) la Chapelle Fontaine Froide Vieille-Église | l'Alpe l'Alpettaz les Perrières le Boutat la Ferme de Marcieu la combe du Coing Bozu | Bellechambre (Foyer de vie) le Villard Marcieu les Frassys |

Le vallon de Pratcel, qui se situe en altitude au pied des dernières falaises du territoire de Sainte-Marie-du-Mont, est une quasi enclave de la commune de Saint-Pierre-d'Entremont sur le territoire de Sainte-Marie-du-Mont.

Différentes vues des hameaux de Sainte-Marie-du-Mont
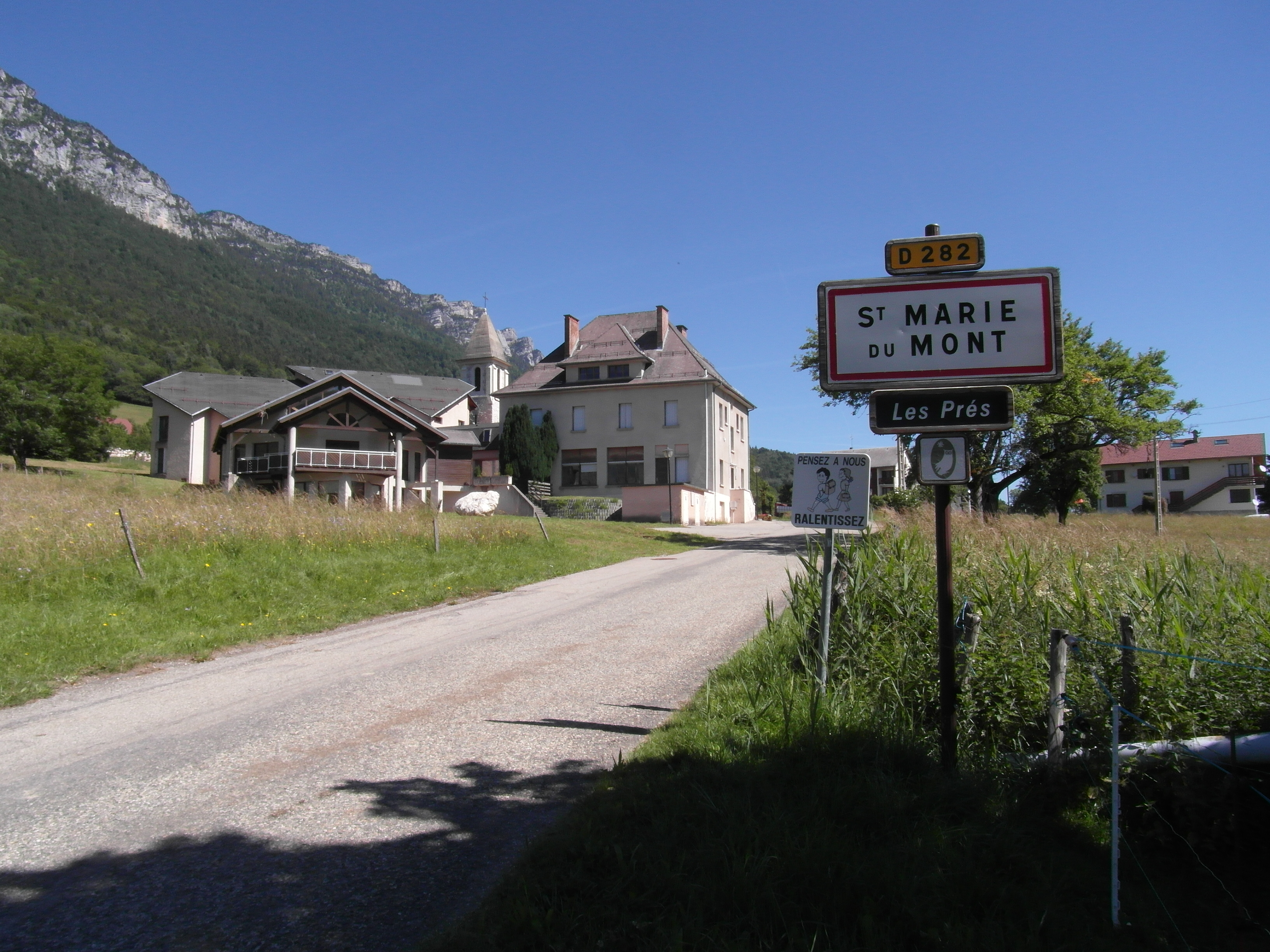
Entrée du hameau des Prés (bourg central de Sainte-Marie-du-Mont).
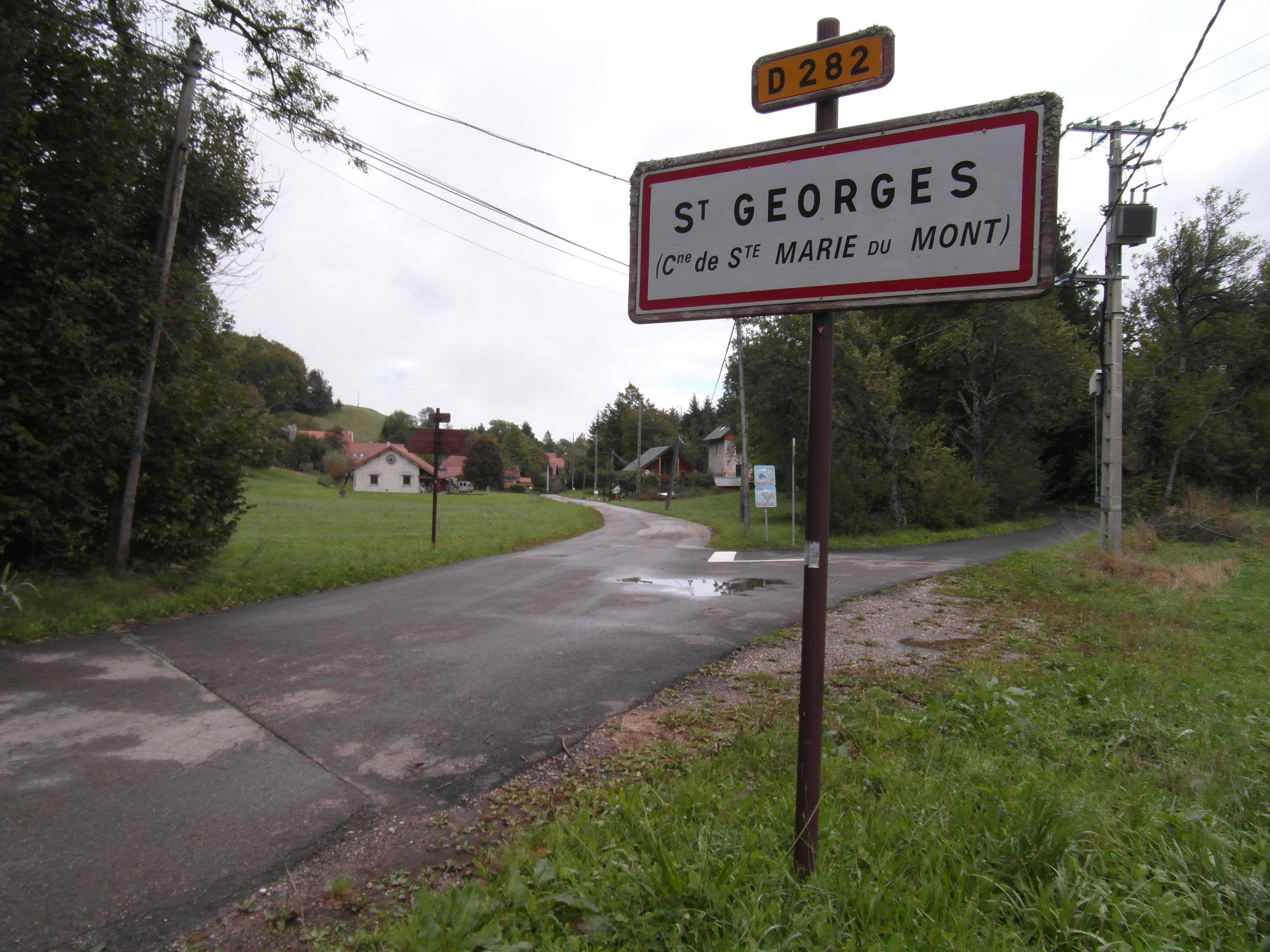
Entrée du hameau de Saint-Georges.
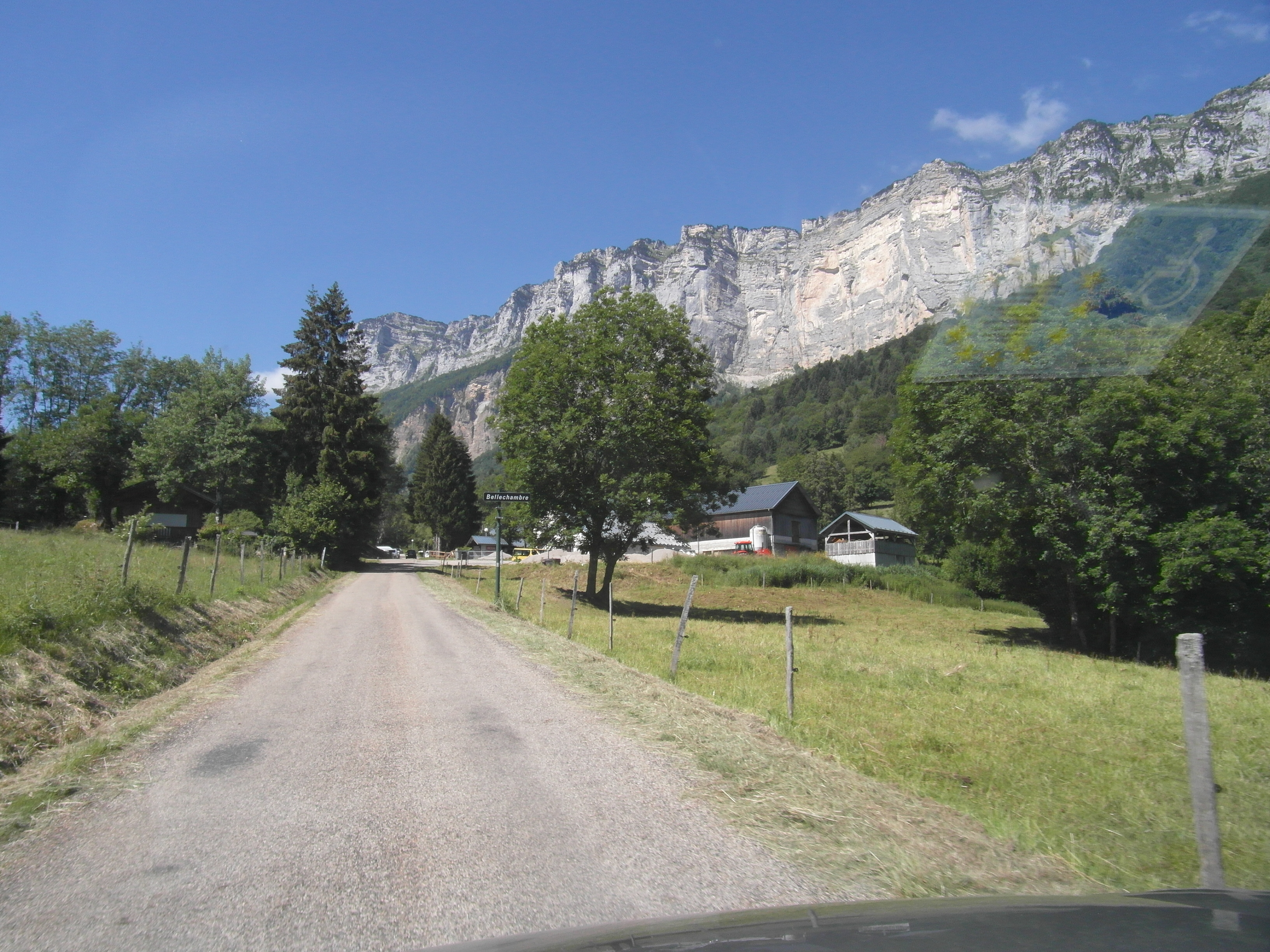
Entrée du hameau de Bellechambre.
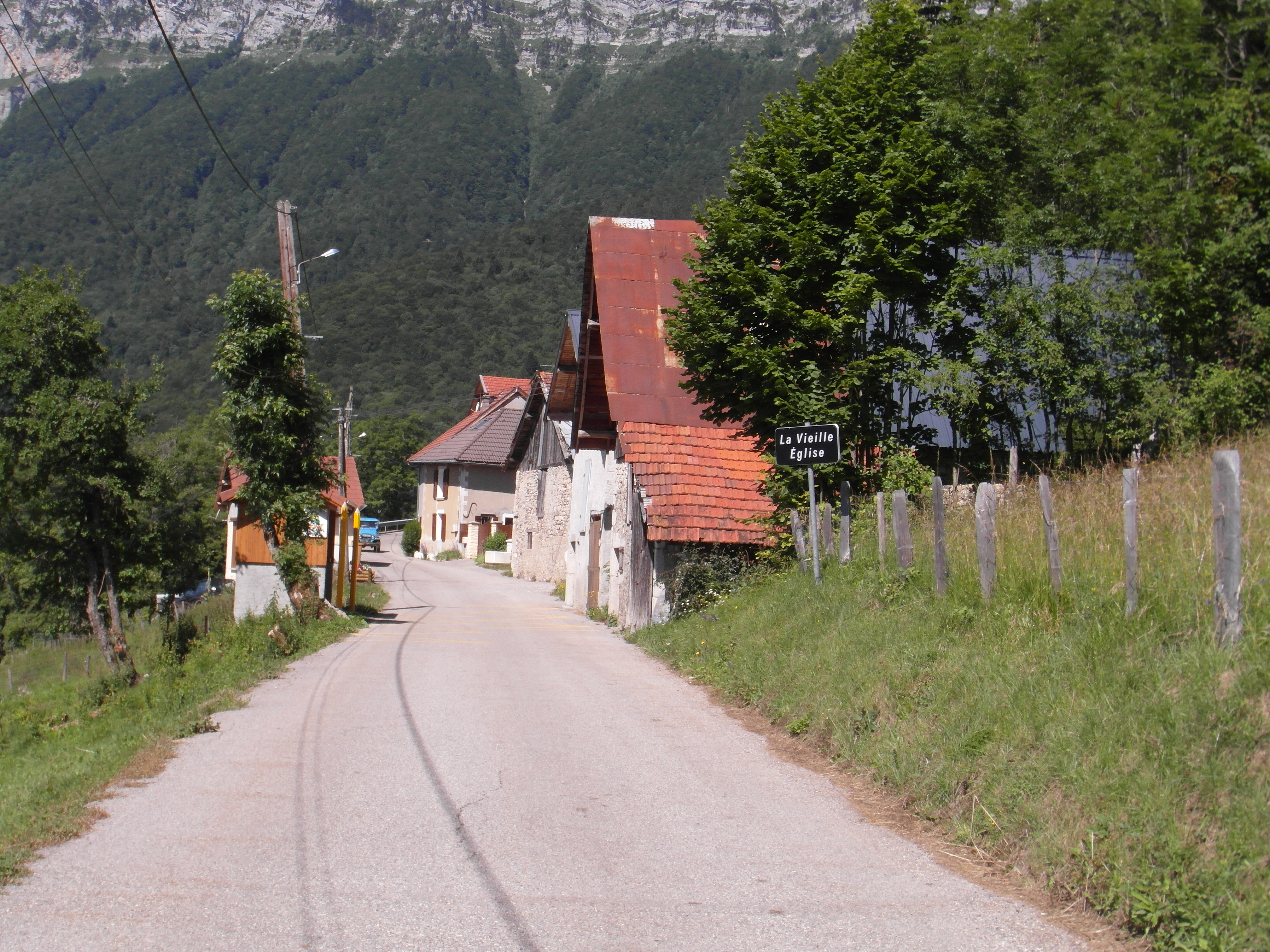
Entrée du hameau de Vieille-Église.
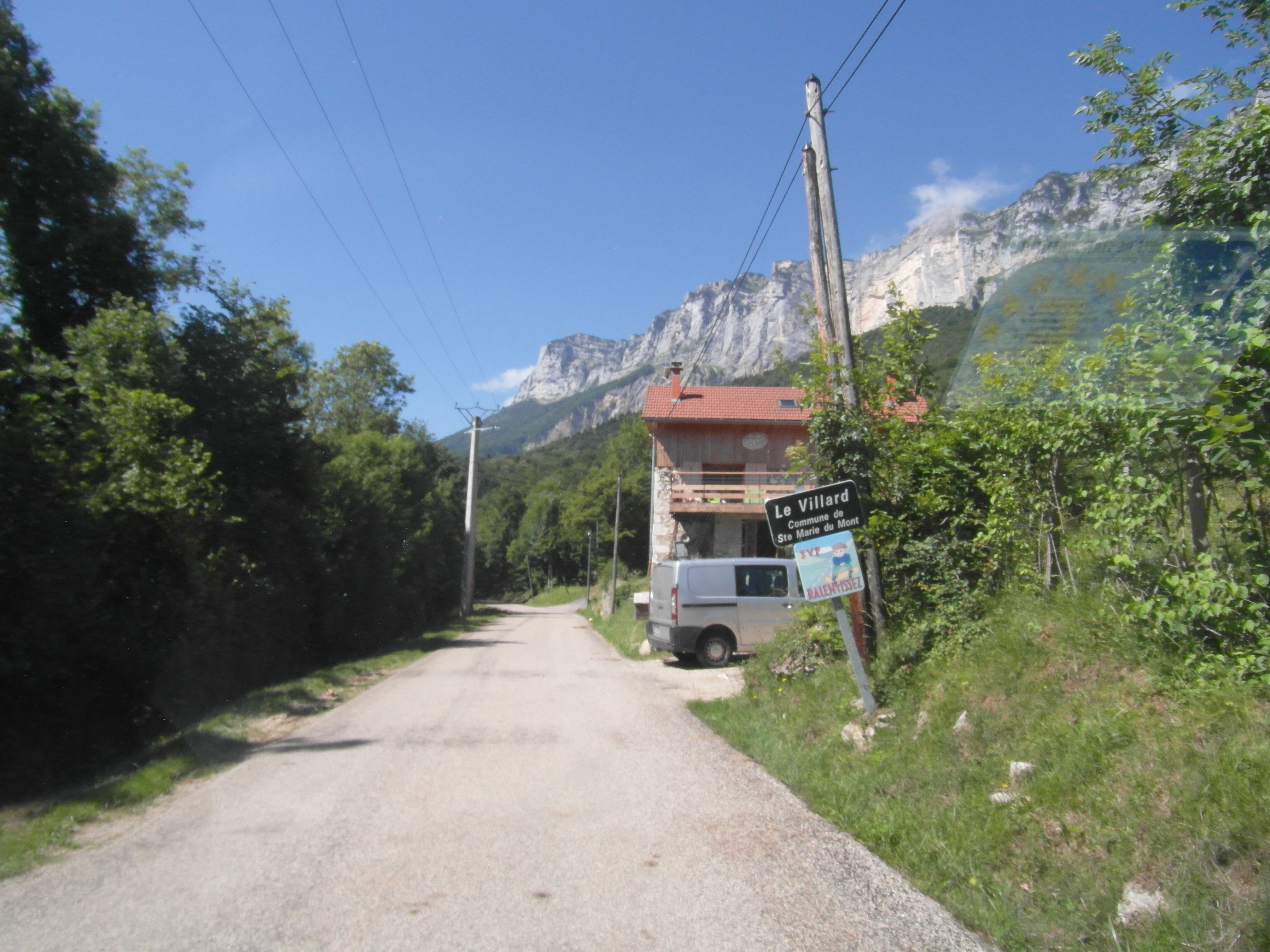
Entrée du hameau du Villard.

### Risques naturels et technologiques

#### Risques sismiques
L'ensemble du territoire de la commune de Sainte-Marie-du-Mont est situé en zone de sismicité n°4, à l'instar de l'ensemble des territoires des communes du massif de la Chartreuse et de la vallée du Gréisvaudan.
| Type de zone | Niveau            | Définitions (bâtiment à risque normal) |
| ------------ | ----------------- | -------------------------------------- |
| Zone 4       | Sismicité moyenne | accélération = 1,6 m/s2                |

## Toponymie
Selon André Planck, auteur du livre L'origine du nom des communes du département de l'Isère, le nom de la commune est issu du vocable de la paroisse, Sainte Marie qui évoque Marie Jacobé dite aussi Sainte-Marie de Cléophas à l'instar de la commune voisine de Sainte-Marie-d'Alloix. L’église paroissiale est mentionnée Ecclesia Sanctae Mariae de Monte au XVe siècle.

## Histoire

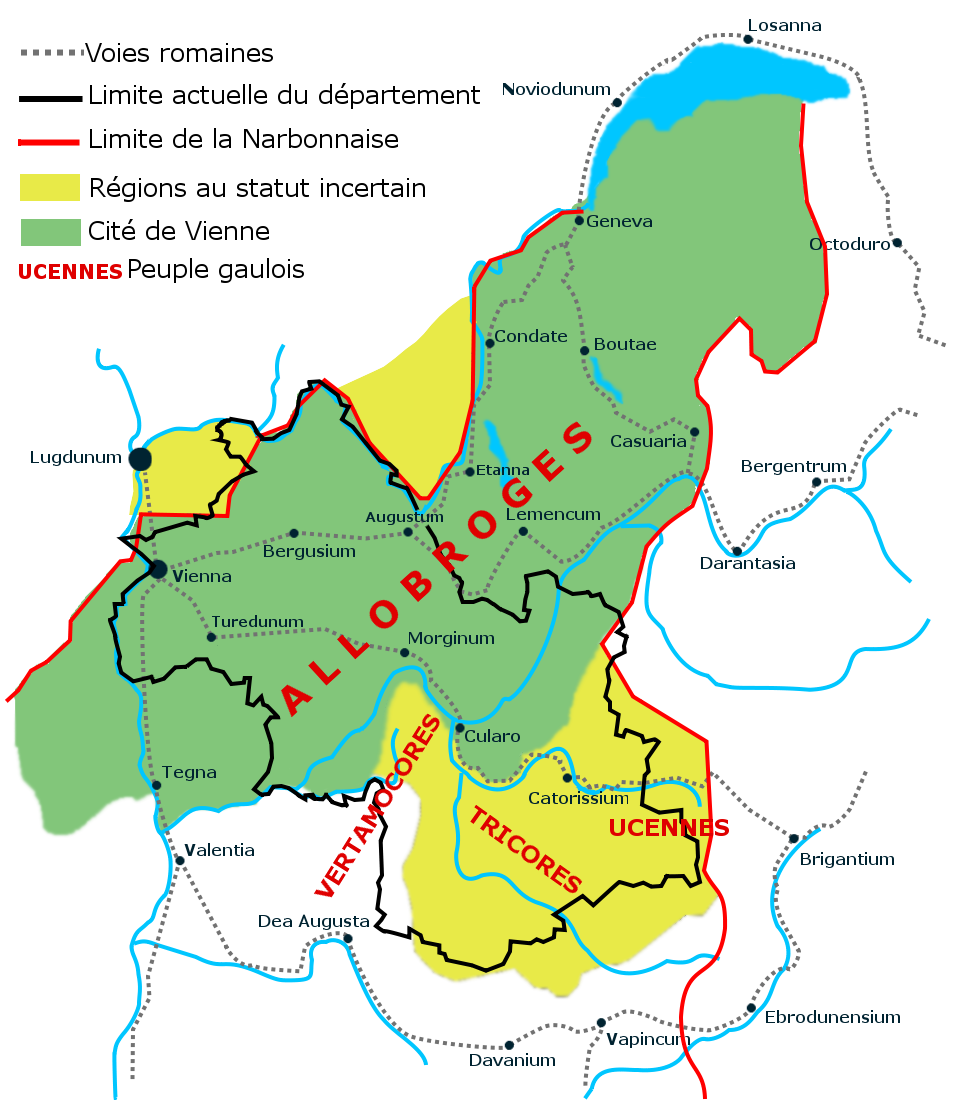
Territoire des Allobroges.

### Préhistoire
Durant la période de l'Âge du Bronze, des hommes fréquentèrent le plateau des petites Roches. Cette présence est attestée sur le sol de la commune par la découverte d’objets en bronze sur le site de la grotte de la Rousse à 1 550 m d'altitude. Dans cette cavité, il a été effectivement trouvé sept vases du bronze final, entièrement conservés, provenant du nord de la Lombardie.

### Antiquité
Le territoire de Sainte-Marie-du-Mont, dominant la vallée du Grésivaudan, au pied des plus hauts sommets du massif de la Chartreuse se situait, durant cette période, en plein cœur du territoire des Allobroges, ensemble de tribus gauloises qui occupaient l'ancienne Savoie, le nord et le centre du Dauphiné.

### Moyen Âge
À compter du XIIIe siècle , la métallurgie devient, pour ce secteur du Haut-Grésivaudan, une des principales activités économiques, notamment grâce à la production de charbon de bois due à la présence très proche de forêt, le territoire de Sainte-Marie du Mont étant toujours resté une réserve forestière importante pour les artisans de la région.
Le dauphin Humbert II de Viennois cède le Dauphiné au royaume de France le 30 mars 1349, par le traité de Romans, ce qui a pour conséquence pour le territoire de la future commune de Sainte-Marie-du-Mont d'être rattaché définitivement à la France.
Selon un dessin représentant la région du Grésivaudan et effectué par Ercole Negro, architecte piémontais, créateur du fort Barraux, effectué autour de 1600, le territoire de Sainte-Marie-du-Mont hébergeait au niveau du hameau de Saint-Georges un modeste château, probablement d'origine médiévale. Selon Éric Tasset, auteur d'un ouvrage sur les châteaux-forts locaux, ce dessin présente « un château se résumant à une tour ronde, située en rupture de pente, côté montagne et flanquant une petite enceinte castrale circulaire ». Hormis ce dessin, aucun texte ancien n'évoque ce château ni le nom de son propriétaire qui pourraient être des vassaux de la famille de Bellecombe.

### Temps Modernes
Le roi de France, Louis XII, traversant, la vallée que domine le village et dénommé le Grésivaudan en 1507, « enchanté par la diversité de ses plantements, par les tours en serpentant qu'y fait la rivière Isère », baptisa cette région du nom de « plus beau jardin de France ».

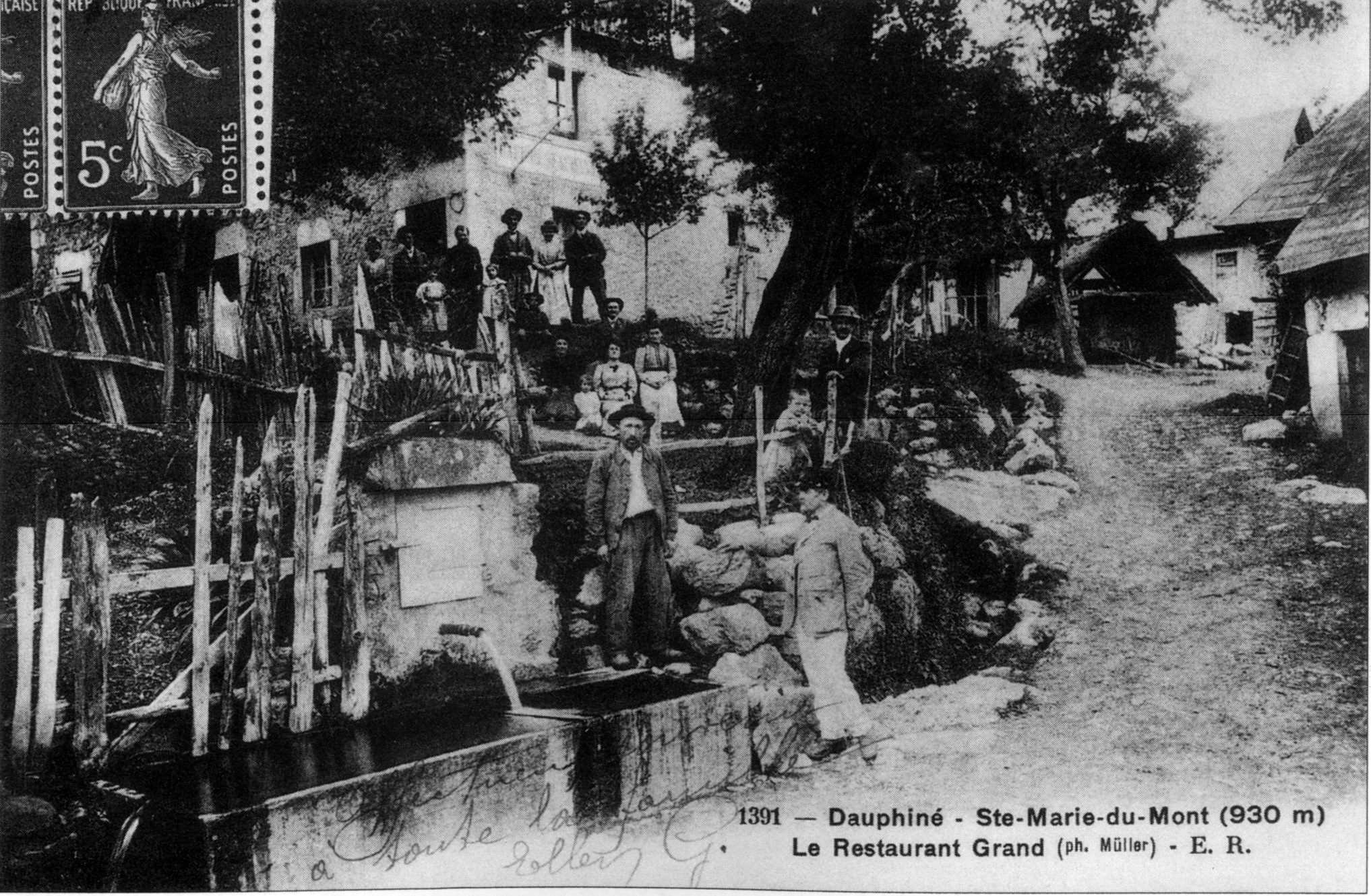
Le restaurant Grand et la fontaine au début du XXe siècle.

### Époque contemporaine
La commune actuelle est créée par un décret impérial du 28 mai 1870 qui implique la suppression de Saint-Marcel et Montalieu. Ces deux suppressions impliquent une répartition des territoires dont une partie des deux communes est utilisée pour créer la commune. Le reste de Montalieu (correspondant au chef-lieu) est transféré à Saint-Vincent-de-Mercuze tandis que le reste de Saint-Marcel est transféré à Barraux et Chapareillan.
La commune de Saint-Vincent-de-Mercuze-Sainte-Marie-du-Mont a existé de 1973 à 1984. Elle a été créée en 1973 par la fusion des communes de Saint-Vincent-de-Mercuze et de Sainte-Marie-du-Mont. En 1984, à la demande des citoyens de Sainte-Marie-du-Mont, celle-ci a été supprimée et les deux communes constituantes ont été rétablies.
La commune, qui auparavant était isolée, adhère à la communauté de communes du Pays du Grésivaudan le 1er janvier 2009.

## Politique et administration

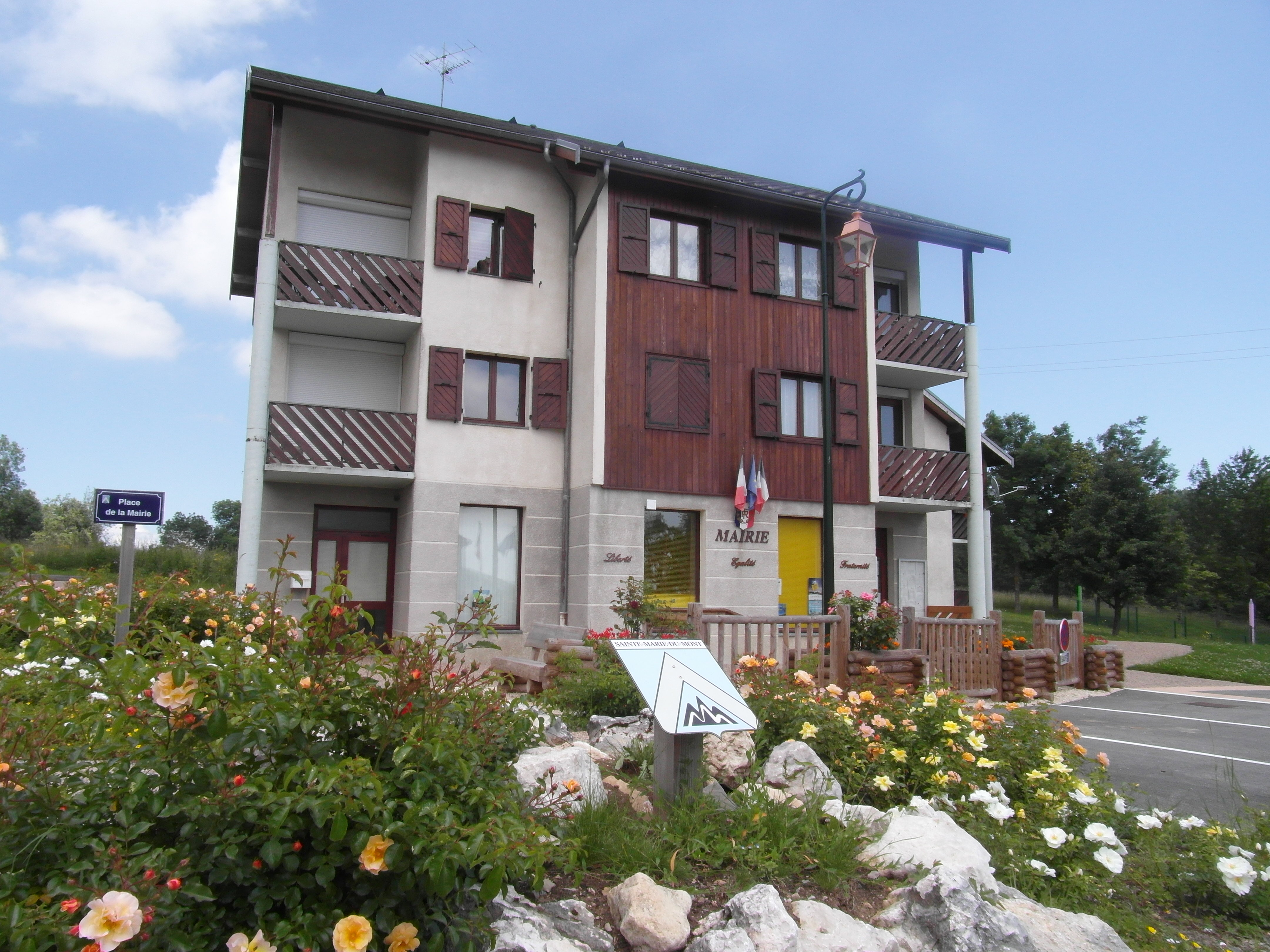
Mairie de Sainte-Marie-du-Mont.

### Administration municipale
Le conseil municipal est composé de onze élus, dont le maire, trois adjoints et sept autres conseillers municipaux. L'hôtel de ville et ses services administratifs sont situés au hameau des prés.
Ce hameau, situé au centre du territoire communal, abrite également l'église paroissiale et l'ancienne école primaire.

### Liste des maires
| Période                                  | Période  | Identité       | Étiquette | Qualité           |
| ---------------------------------------- | -------- | -------------- | --------- | ----------------- |
| avant 1995                               | ?        | Thierry Chomel |           |                   |
| 2001                                     | 2014     | Michel Gonin   | DVG       |                   |
| 2014                                     | 2024     | Robert Monnet  | SE        | Chef d'entreprise |
| 2024                                     | En cours | Clément Bonnet |           |                   |
| Les données manquantes sont à compléter. |          |                |           |                   |

La commune de Sainte-Marie-du-Mont a été détachée de la commune de Saint-Vincent-de-Mercuze en 1983.

### Services publics
La commune présente un équipement en mobilier urbain relativement important pour sa taille : des bancs publics en bois, des panneaux indicateurs pour les randonneurs, des toilettes publiques (uniquement le bourg central), du mobilier de déchets (également situé dans le bourg central) et des arrêts de bus de transport scolaires sont disséminés sur l'ensemble du territoire, l'ensemble étant facilement identifiable en raison de signalisations originales et spécifiques à la commune.

Le cimetière est situé dans le bourg central.

Différentes vue de l'équipement urbain de Sainte-Marie-du-Mont
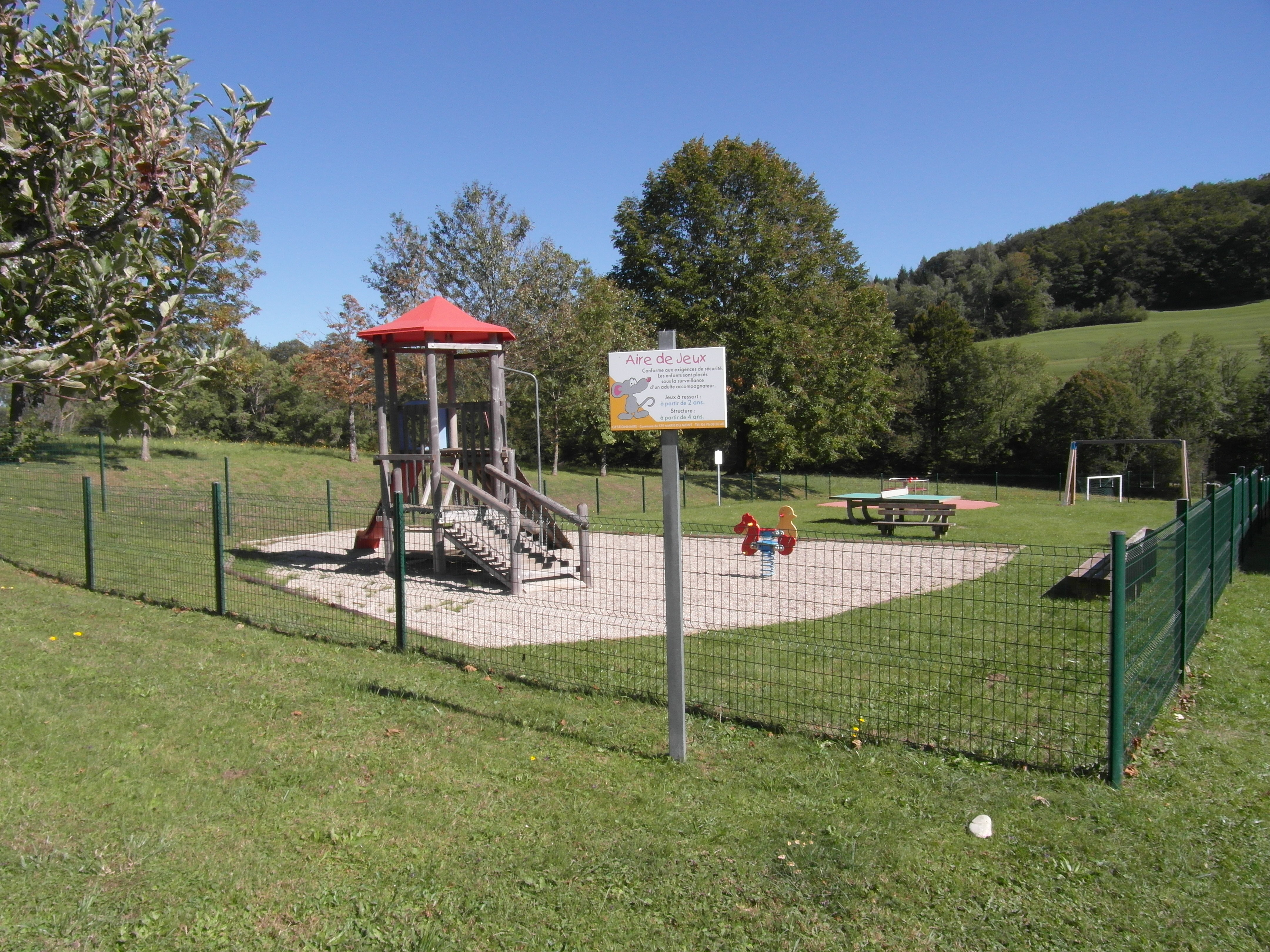
Espace jeu enfants près de la Mairie.
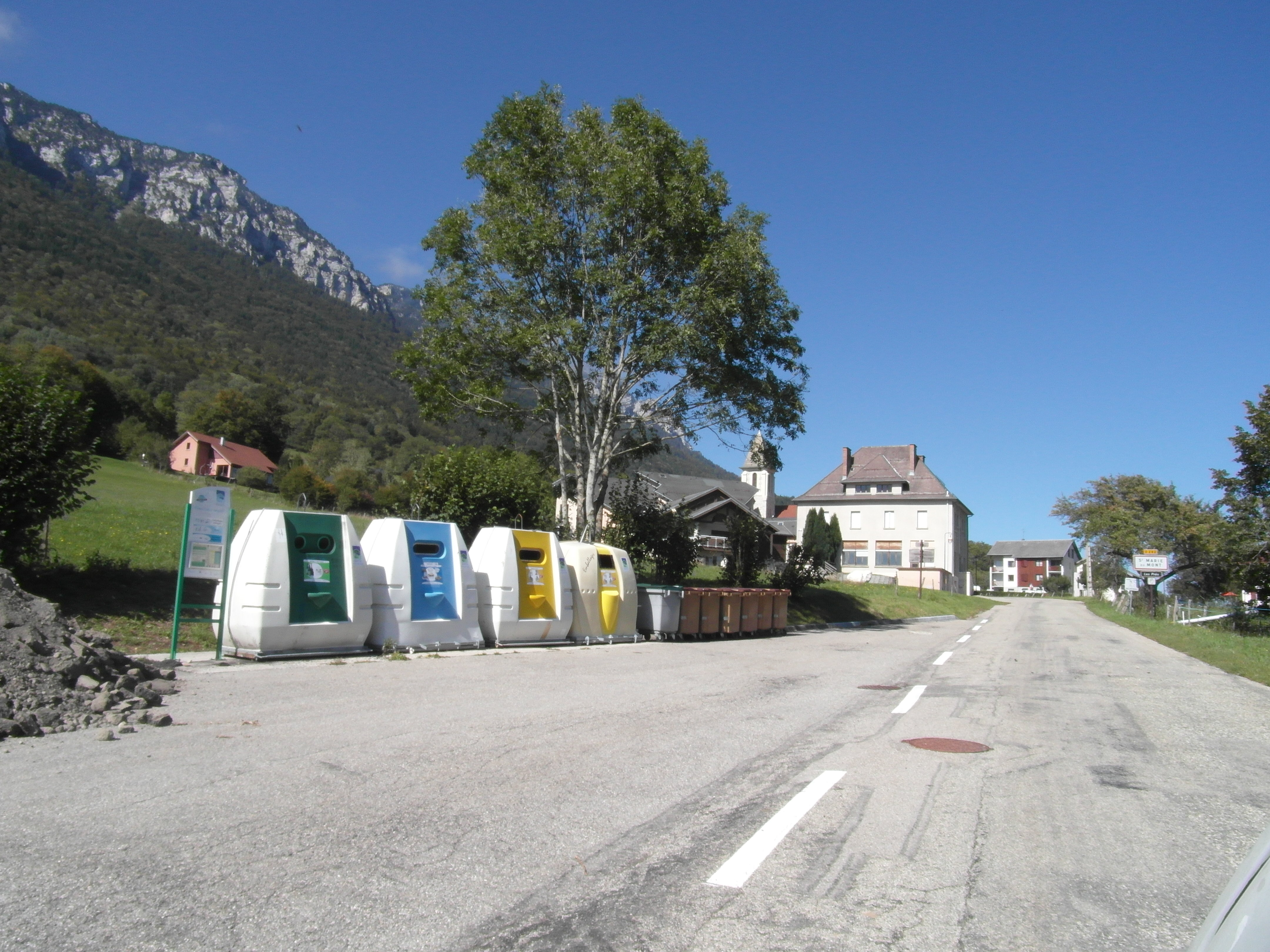
Espace de gestion des déchets.
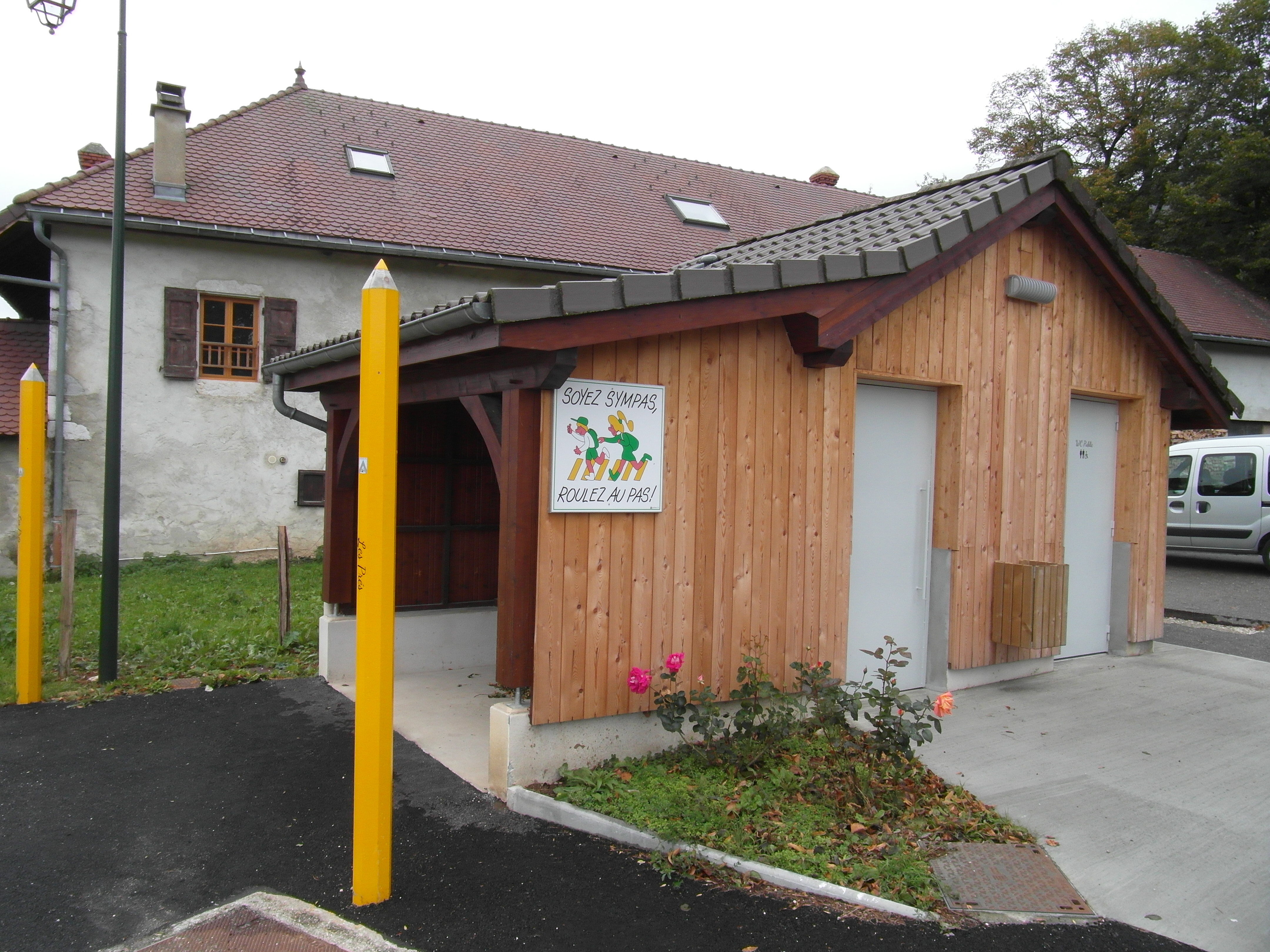
Arrêt de bus scolaire et WC publics.
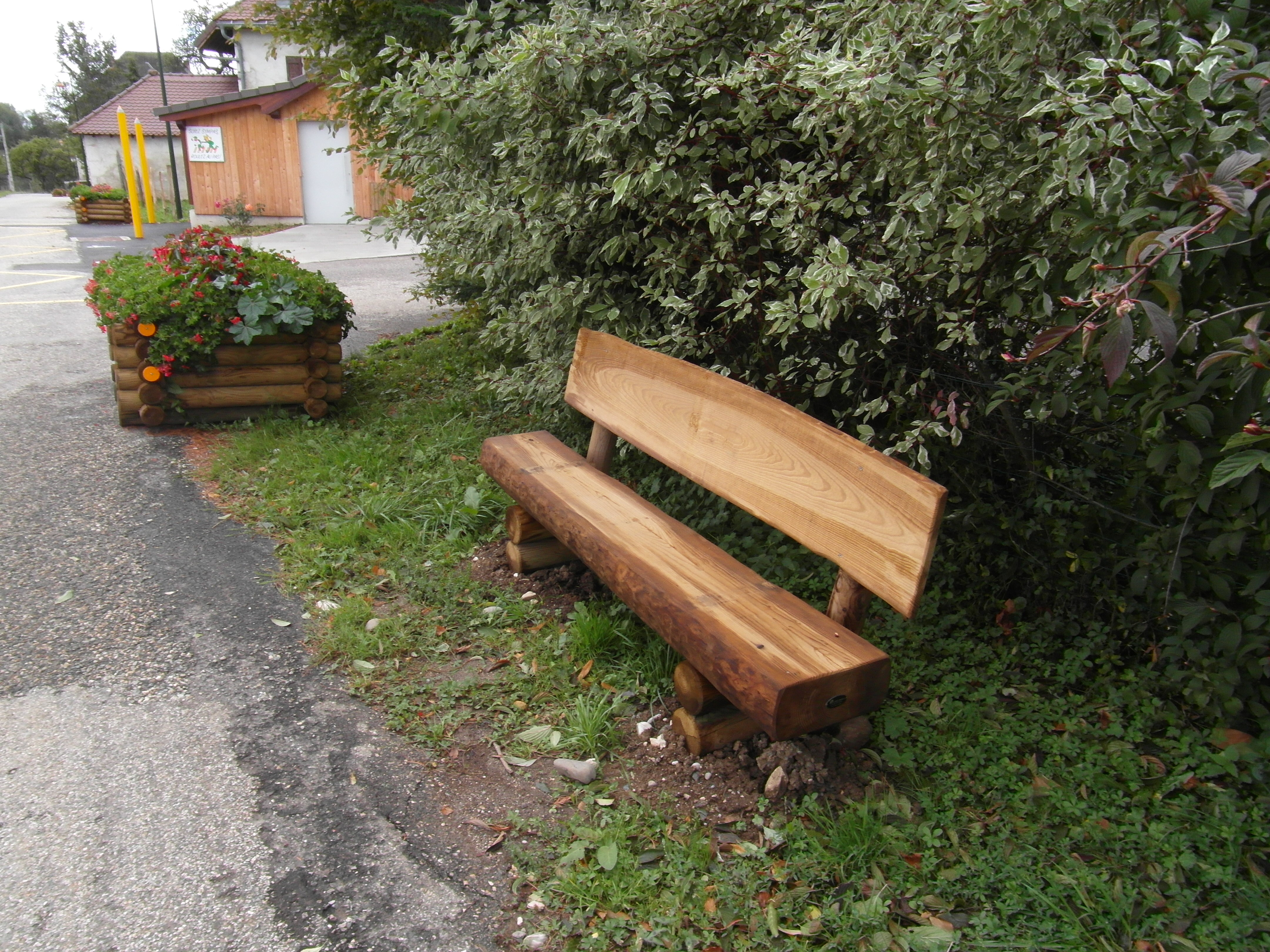
Bancs au hameau Saint-Georges.
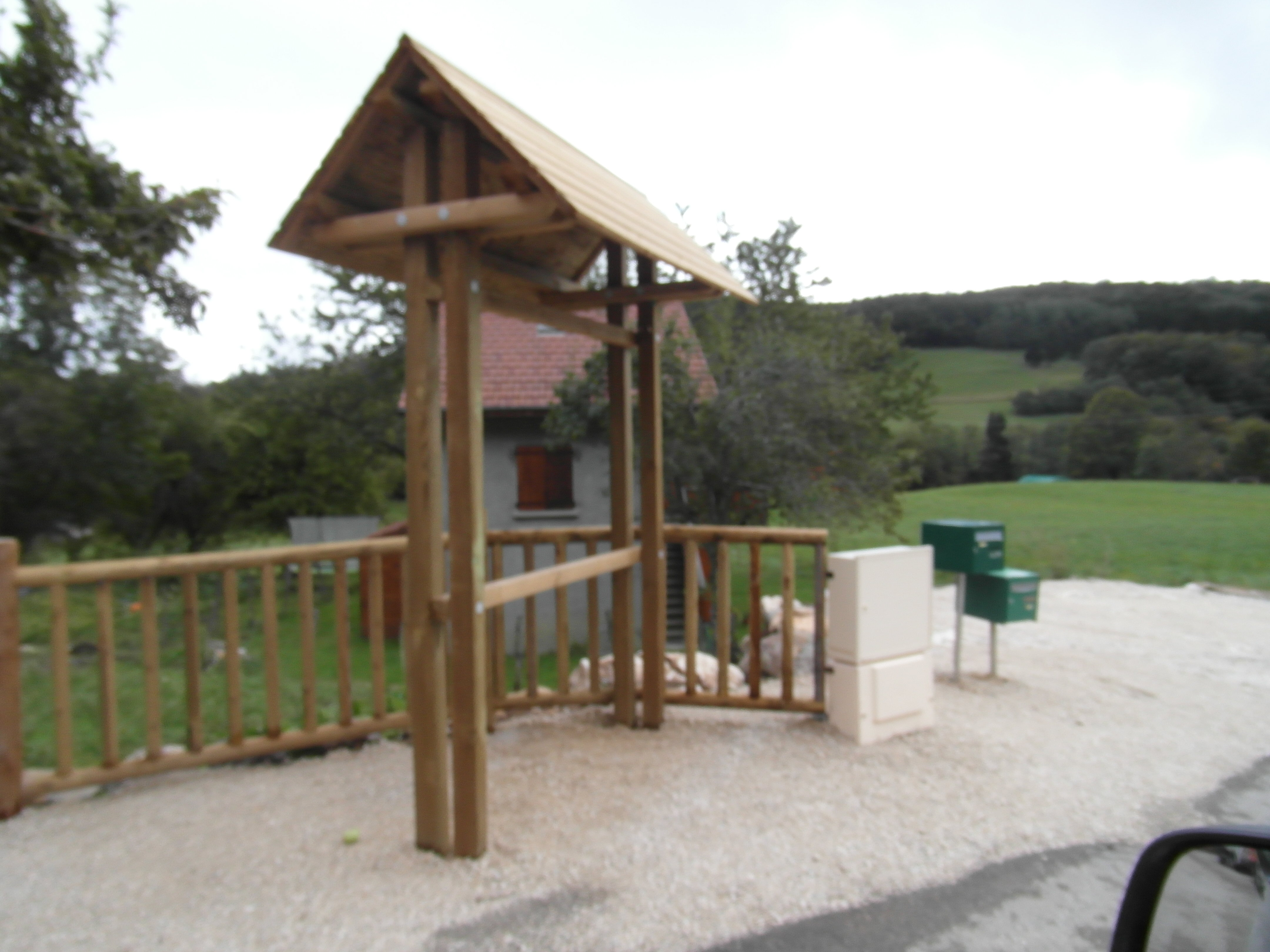
Mobilier urbain au hameau des Prés.

### Instance judiciaires
Sainte-Marie-du-Mont est rattachée judiciairement à la cour Cour d’appel ainsi qu'au Tribunal d'instance, au Tribunal de commerce, au Conseil des prud’hommes ainsi qu'au Tribunal administratif de Grenoble, ville, située à environ 30 km du bourg centrale et qui est en outre le siège de la Préfecture de l'Isère et du Conseil départemental.
La brigade de gendarmerie la plus proche est située sur le territoire communal du Touvet, située à 5 km du bourg central.

### Jumelage
Selon l'annuaire publié par l'AFCCRE et le conseil des communes et régions d'Europe, consulté en avril 2018, la commune de Rencurel n'est jumelée avec aucune autre commune européenne

## Population et Société

### Démographie
L'évolution du nombre d'habitants est connue à travers les recensements de la population effectués dans la commune depuis 1800. Pour les communes de moins de 10 000 habitants, une enquête de recensement portant sur toute la population est réalisée tous les cinq ans, les populations de référence des années intermédiaires étant quant à elles estimées par interpolation ou extrapolation. Pour la commune, le premier recensement exhaustif entrant dans le cadre du nouveau dispositif a été réalisé en 2004.

En 2022, la commune comptait 233 habitants, en évolution de −2,1 % par rapport à 2016 (Isère : +3,07 %, France hors Mayotte : +2,11 %).
| 1800 | 1806 | 1821 | 1831 | 1836 | 1841 | 1846 | 1851 | 1856 |
| ---- | ---- | ---- | ---- | ---- | ---- | ---- | ---- | ---- |
| 377  | 385  | 404  | 408  | 444  | 526  | 508  | 465  | 432  |

| 1861 | 1866 | 1872 | 1876 | 1881 | 1886 | 1891 | 1896 | 1901 |
| ---- | ---- | ---- | ---- | ---- | ---- | ---- | ---- | ---- |
| 382  | 377  | 325  | 212  | 229  | 282  | 216  | 207  | 192  |

| 1906 | 1911 | 1921 | 1926 | 1931 | 1936 | 1946 | 1954 | 1962 |
| ---- | ---- | ---- | ---- | ---- | ---- | ---- | ---- | ---- |
| 169  | 154  | 107  | 103  | 113  | 108  | 90   | 86   | 57   |

| 1968 | 1990 | 1999 | 2004 | 2006 | 2009 | 2014 | 2019 | 2022 |
| ---- | ---- | ---- | ---- | ---- | ---- | ---- | ---- | ---- |
| 42   | 116  | 204  | 218  | 212  | 238  | 237  | 235  | 233  |

### Enseignement
La commune est rattachée à l'académie de Grenoble.
L'ancienne école communale étant fermée, la commune de Sainte-Marie-du-Mont a organisé un regroupement pédagogique avec trois autres communes voisines de son territoire afin de scolariser les enfants des familles résidentes : les communes de La Buissière, de Sainte-Marie-d'Alloix et de La Flachère.

#### École maternelle
L'enseignement maternel avec ses trois classes, une cantine et une garderie périscolaire est assurée dans une école située sur le territoire de la commune de La Flachère.

#### École primaire
Les classes primaires du cours préparatoire, du cours élémentaire 1re année et du cours élémentaire 2e année, leur cantine et une garderie périscolaire, sont situées sur le territoire de la commune de la Buissière.
Les classes de cours moyen 1re année et de cours moyen 2e année, leur cantine et une garderie périscolaire municipale sont, quant à elles, situées sur le territoire de Sainte-Marie-d'Alloix.

### Sports
Le territoire communal situé en zone de moyenne montagne, avec de nombreux sentiers permet de pratiquer certaines activités dont : la randonnée pédestre, le ski de fond, la spéléologie et l'escalade.

### Médias
Historiquement, le quotidien à grand tirage Le Dauphiné libéré consacre, chaque jour, y compris le dimanche, dans son édition du Grésivaudan, un ou plusieurs articles à l'actualité de la communauté de communes, ainsi que des informations sur les éventuelles manifestations locales, les travaux routiers, et autres événements divers à caractère local. La commune diffuse également depuis 2014 le magazine municipal Le petit Marimontois, disponible en numérique sur le site de la mairie.

### Cultes
La communauté catholique et l'église de Sainte-Marie-du-Mont (propriété de la commune) sont rattachées à la paroisse des Saints Apôtres et au doyenné du Haut-Grésivaudan qui sont, quant à eux, rattachés au diocèse de Grenoble.

## Économie

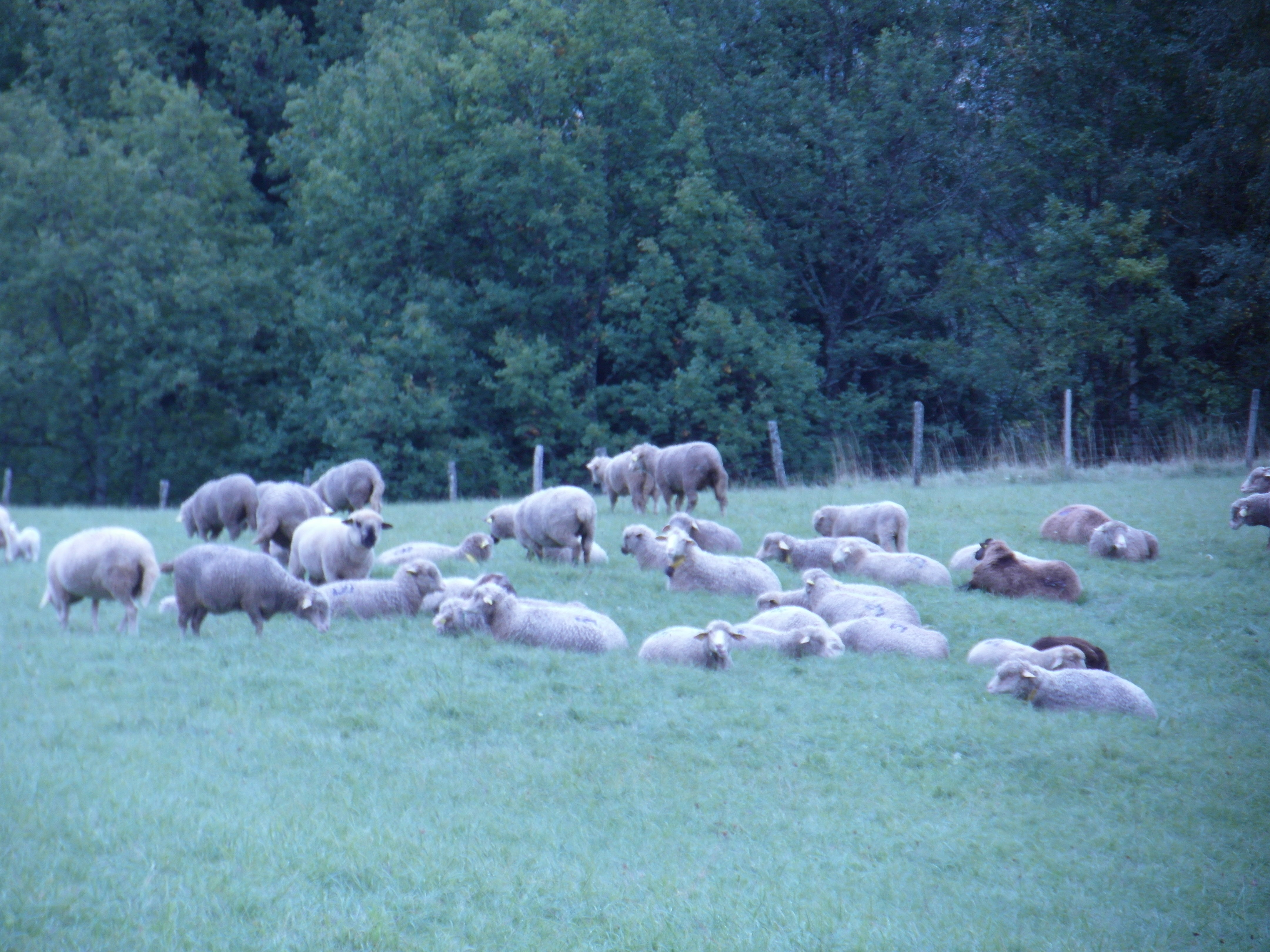
Troupeau de moutons près du hameau de Saint-Georges

### Secteurs économiques et emploi
Le territoire de Sainte-Marie-du-Mont présentait à l'origine une vocation essentiellement agricole avec ses quelques fermes, mais depuis quelques années la mairie et de nombreux habitants tentent de dynamiser le secteur touristique en développant la randonnée par la création de « parcours découverte », les sports liés à la montagne et en assurant l'hébergement de quelques touristes en proposant des chambres d'hôtes et des gîtes ruraux.
La commune héberge également une ferme équestre située dans le hameau des près, celle-ci proposant des promenades en poneys y compris avec des enfants autistes en accord avec une association locale. Les séances de poneys sont encadrées par une personne formée à l'analyse du comportement appliquée dite aussi méthode ABA
La commune héberge enfin un foyer de vie pour personnes handicapées à vocation agricole dénommé « La ferme de Bellechambre » sur son territoire. C'est également le principal employeur local de par le nombre de salariés.
Sainte-Marie-du-Mont fait partie de l'aire géographique de production et transformation du « Bois de Chartreuse », la première AOC de la filière Bois en France,.

### Foyer de vie de la Ferme de Belle Chambre

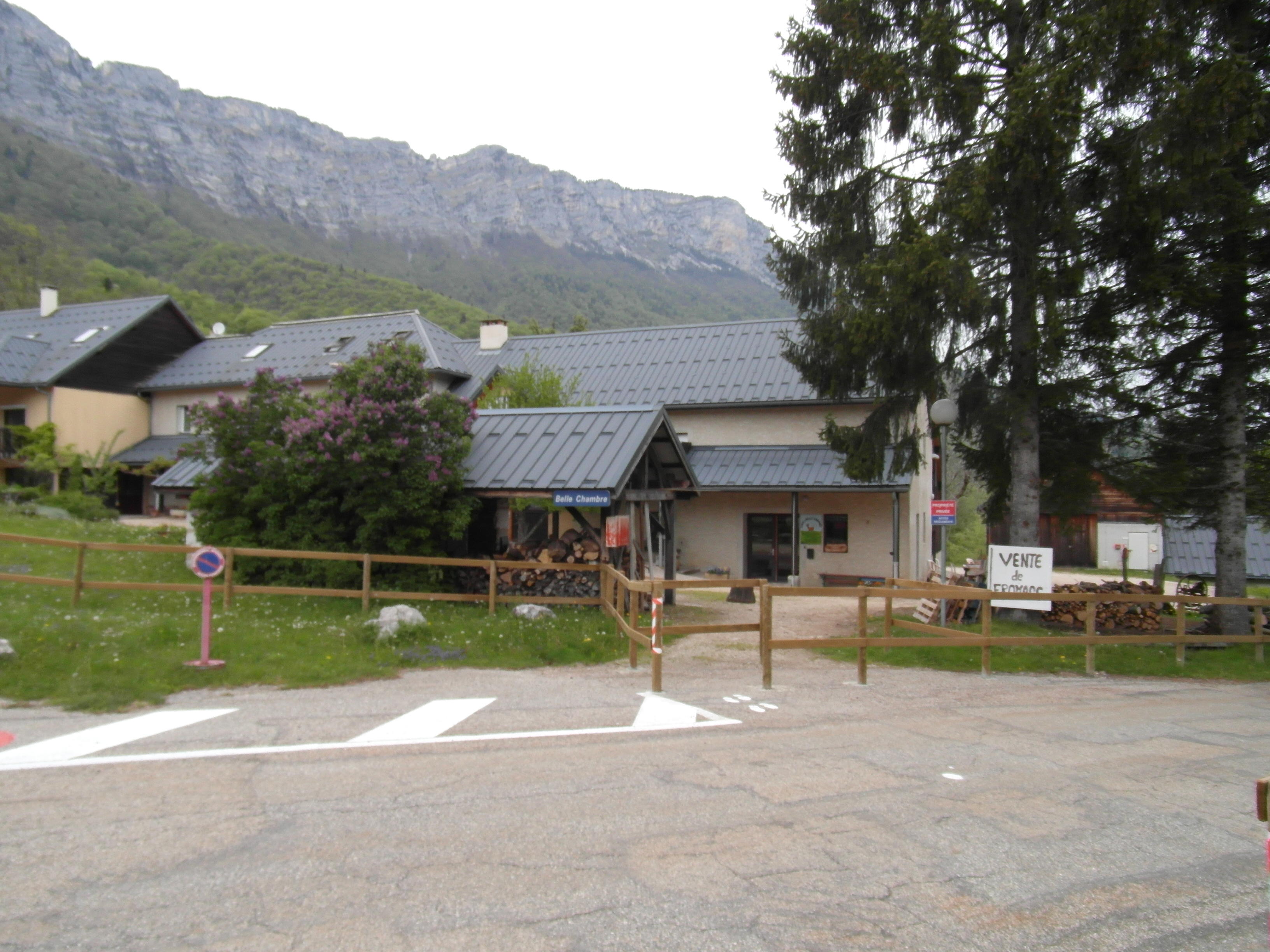
La ferme de Bellechambre, entrée

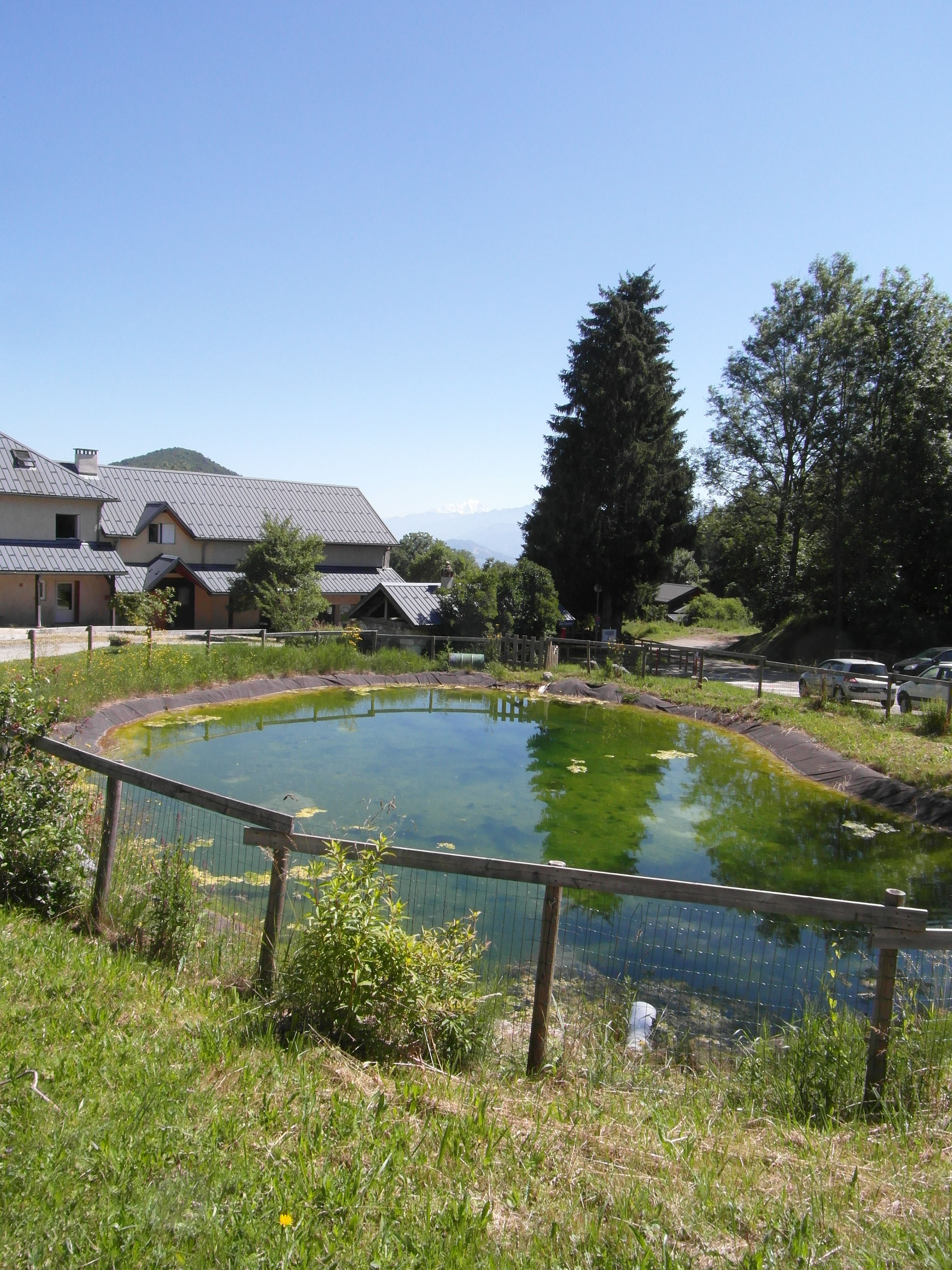
Étang de Bellechambre

Le hameau de Belle Chambre est située sur la route départementale 30C qui relie le hameau des près, le du col de Marcieu et le village Saint-Bernard-du-Touvet. Installé au pied des falaises du massif de la Chartreuse, en contrebas de la forêt domaniale du Boutat, ce secteur de la commune abrite principalement un foyer de vie pour des adultes autistes ou porteurs d'un trouble du développement de nature psychique.
Ce foyer, créé en 1989, est dénommé officiellement, « La ferme de Belle Chambre », du nom du hameau où il est implanté, mais également pour bien démontrer le caractère agricole de cette institution éducative et thérapeutique originale.
Cette structure, novatrice dans son fonctionnement, mais non médicalisée, est financée dans sa totalité par le Conseil départemental de l'Isère et géré par l'association Sésame autisme (dénomination officielle : « Fédération Française Sésame Autisme ») comprend principalement trois groupes d'accueil pour un effectif d'hébergement de trente deux résidents, depuis 2015, en tenant compte des hébergements temporaires s'organisant ainsi :
- un groupe « Ferme » et son étable qui assure des travaux agricoles, l'élevage de bovins, ainsi que la traite du bétail.
- un groupe « Accueil » qui fabrique du fromage et gère l'élevage de petits animaux (poules, canards, lapins, cochons)
- un groupe « Hôte » qui assure et gère des tables d'hôtes pour les visiteurs et propose également à la vente des produits de la ferme (fromage, lait, œufs) sur place et au marché des communes du secteur (Le Touvet, Chapareillan ou lors d'animations festives à caractère local telles que la « fête du pain » à Sainte-Marie-du-Mont)[44].

Cet établissement à vocation uniquement sociale est une ferme agricole authentique reconnue par la chambre d'agriculture locale mais aussi un lieu de vie et d'hébergement où il est proposé aux personnes adultes souffrant d'autisme et de troubles assimilés de s'installer dans un domicile personnalisé au sein d'une petite collectivité dans un cadre tranquille, au milieu des animaux de la ferme et en assurant des activités agricoles.
La vie de cette exploitation à vocation éducative et pédagogique s'organise donc autour de ses activités purement agricoles, chaque travailleur étant un résident ayant son propre projet éducatif et un emploi du temps personnalisé est établi pour la semaine avec les activités prévues et partagées par demi-journées.

Différentes vues de la ferme de Bellechambre et ses environs
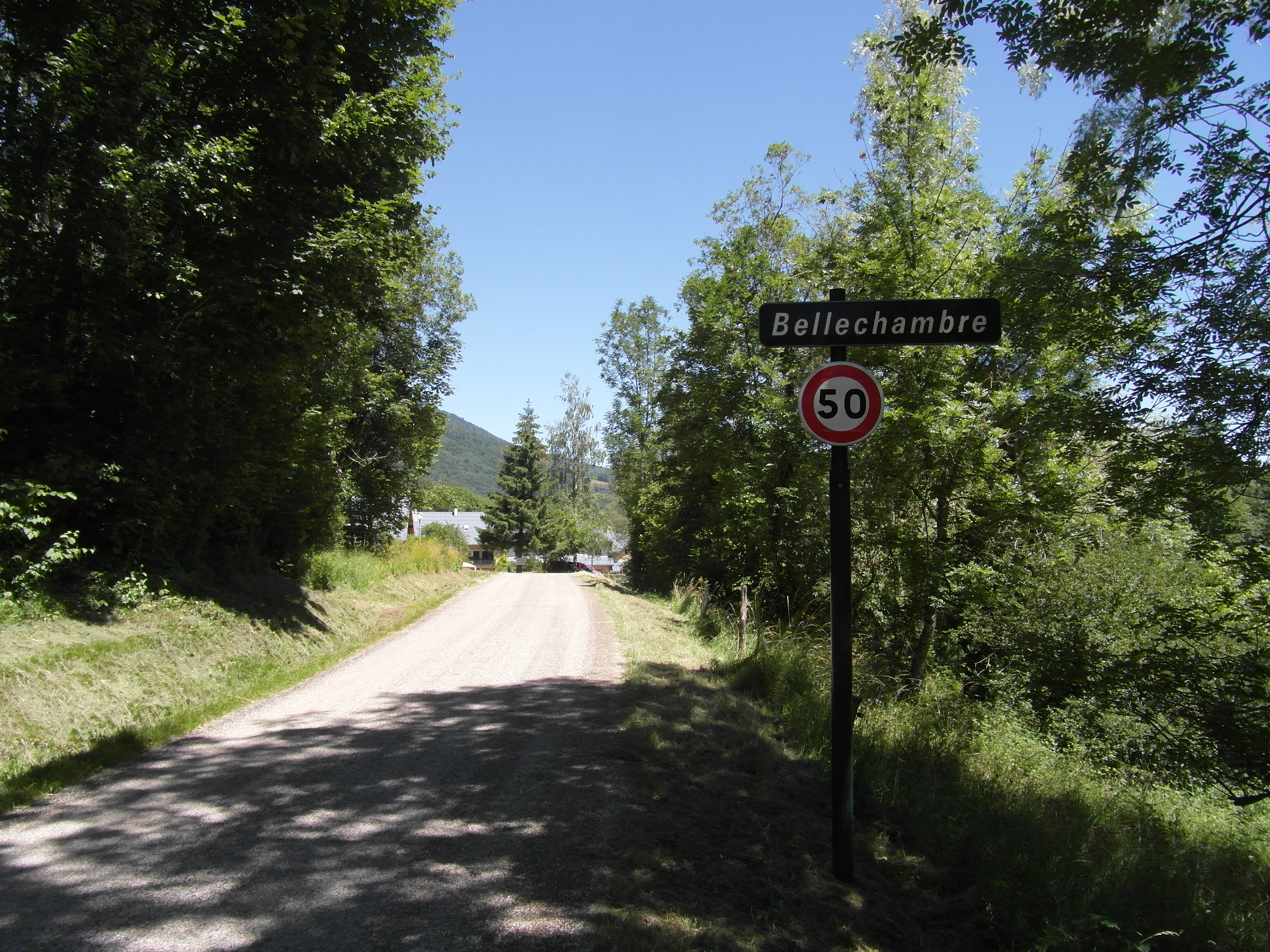
Entrée du hameau de Bellechambre.
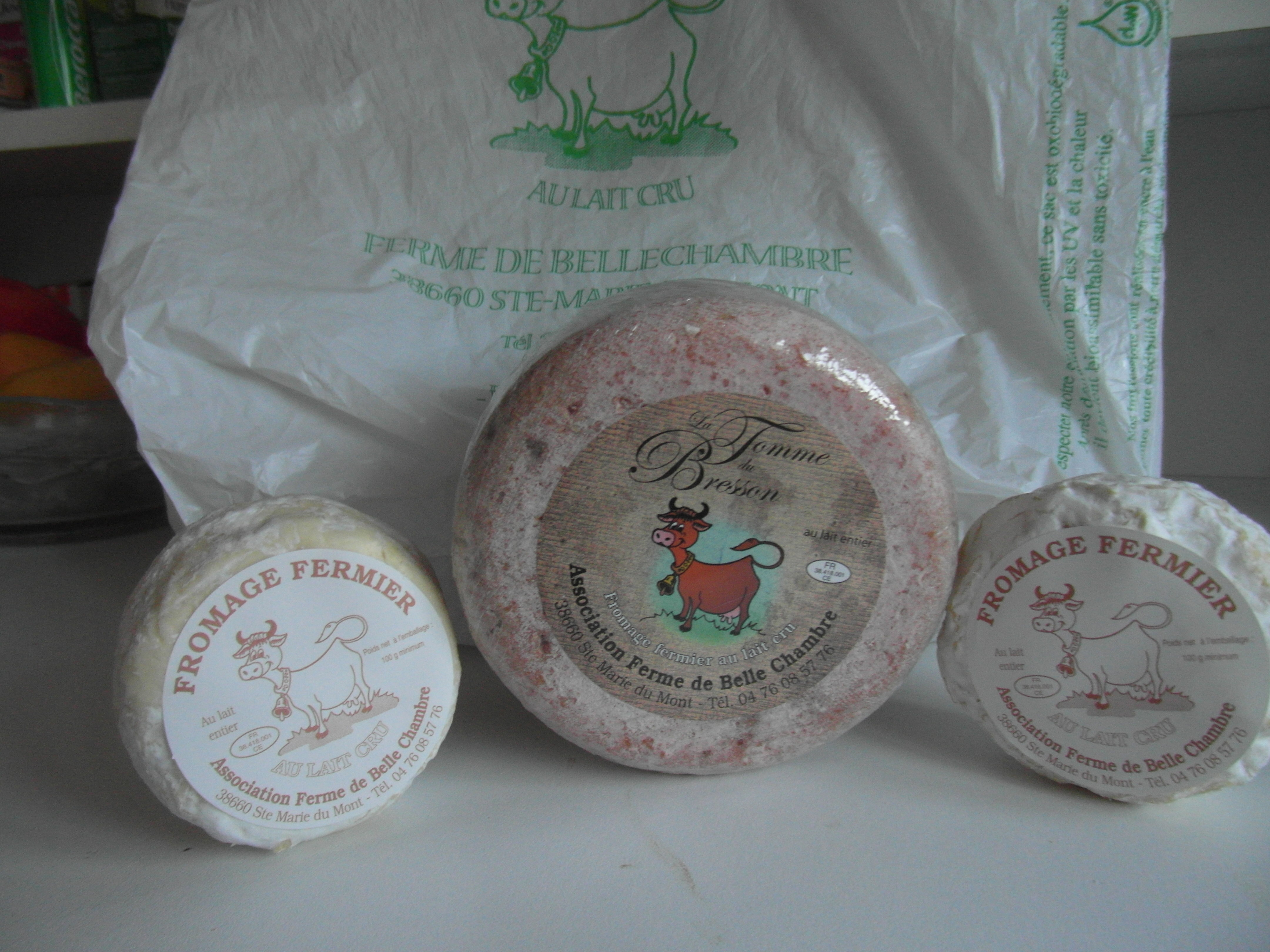
Fromages produits par la ferme de Bellechambre.
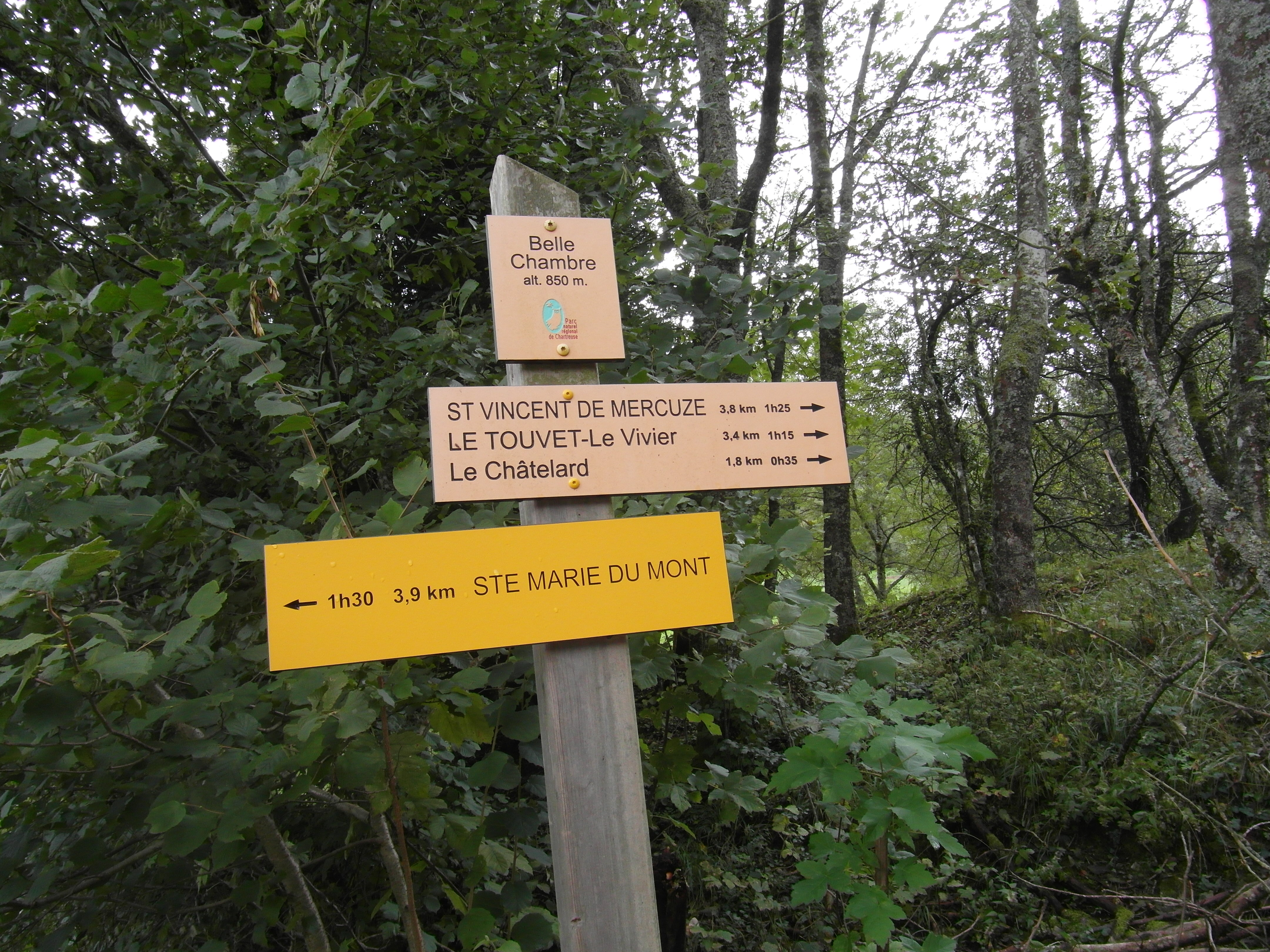
Panneau de sentier devant la ferme de Bellechambre.
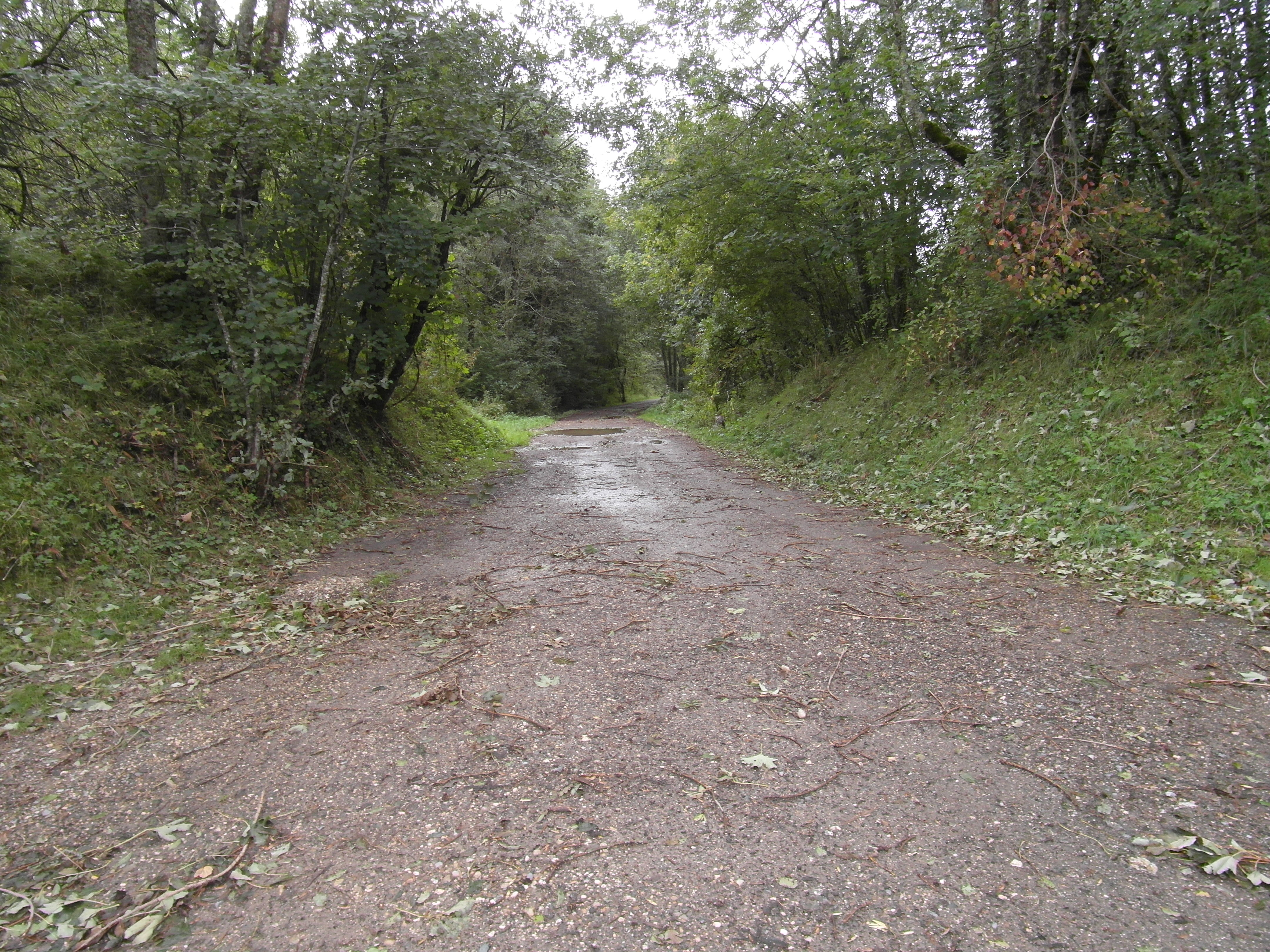
Sentier au départ de la ferme de Bellechambre.
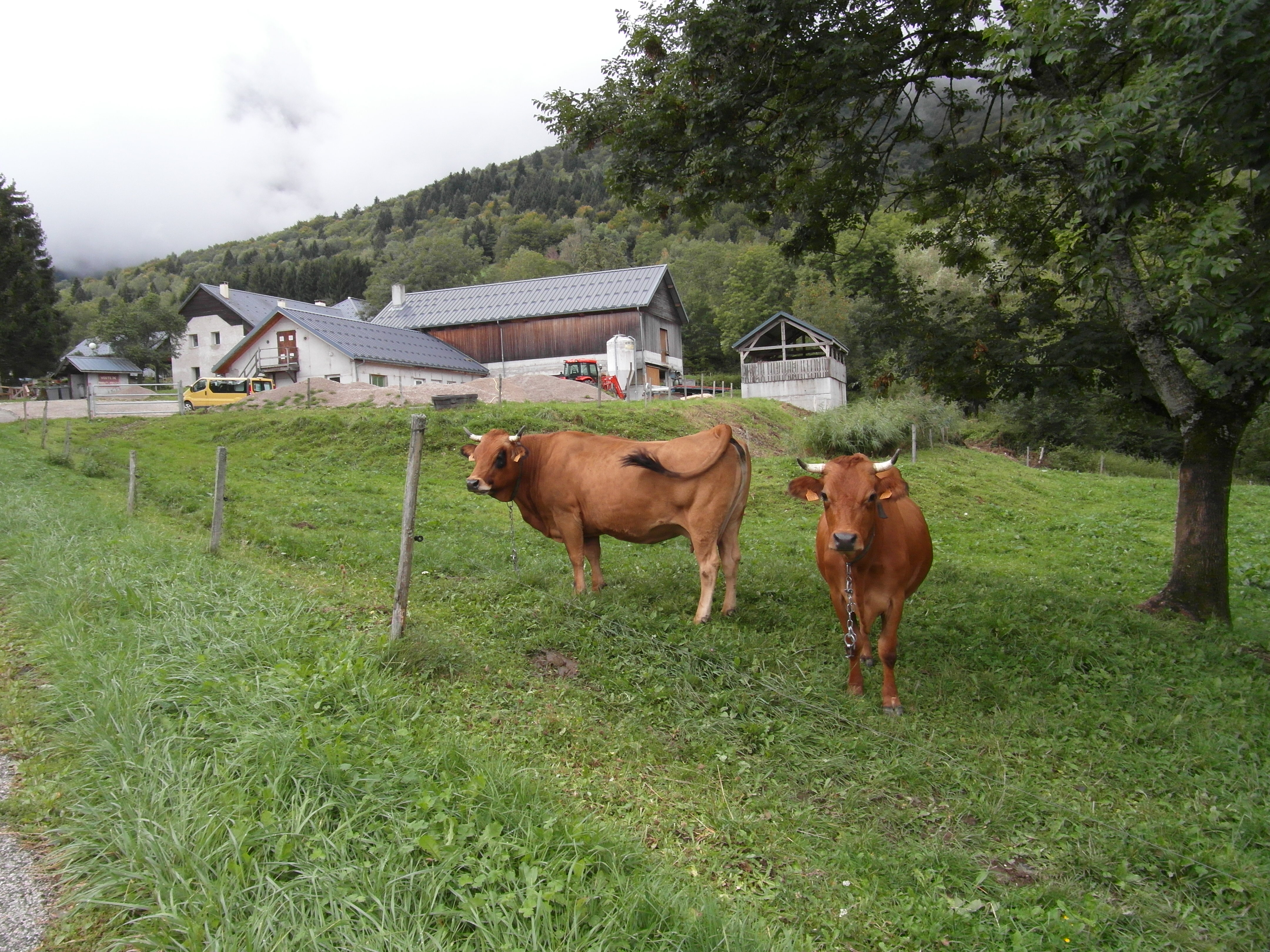
Troupeau de vaches devant la ferme de Bellechambre.

## Culture locale et patrimoine

### Patrimoine architectural
Plus petit village du plateau oriental du massif de la Chartreuse et dominant la vallée du Grésivaudan, Sainte-Marie-du-Mont ne présente qu'une modeste église paroissiale, une école désaffectée et une ancienne ferme reconvertie en foyer de vie hébergeant des personnes adultes autistes, mais qui a gardé sa vocation agricole grâce à l'initiative d'une association privée.

#### Patrimoine civil
- Le Centre de loisirs du Balcon de Belledonne est labellisé « Patrimoine du XXe siècle » de l'Isère depuis 2003[46].
- Le château fort sur motte de Saint-Georges[47].
- La maison forte à Bellechambre, appartenait à Claude de Beaumont en 1453, qui la donnait au prince-évêque Laurent Alleman en 1508. Aujourd'hui disparue[47].

#### Patrimoine privé
- La Baleine est un édifice construit de 1963 à 1966 par les architectes Claude et Pascal Haüsermann, destiné à être un restaurant offrant une vue panoramique sur la chaîne Belledonne. Cet édifice labellisé au Patrimoine du XXème siècle en Rhône-Alpes intrigue face aux techniques architecturales employées lors de sa création, il comporte une salle de restauration, une piscine, un sauna ainsi qu'un solarium[48].
- Plusieurs fontaines, publique ou privée, constituées de blocs de pierre se trouve tout le long de la commune. Avant que celle-ci soit raccordée au réseau d’eau potable en 1936, l’approvisionnement d’eau se faisant principalement par deux fontaines.

#### Patrimoine religieux
- Église paroissiale de la Compassion-de-Notre-Dame de Sainte-Marie-du-Mont

Cette petite église, entièrement rénovée en 2012, est située à l'entrée du hameau des Près, non loin du bâtiment de la mairie et de l'ancienne école municipale, aujourd'hui fermée. Un petit cimetière jouxte l'église à l'entrée même du hameau.

Différentes vues de l'église de Sainte-Marie-du-Mont
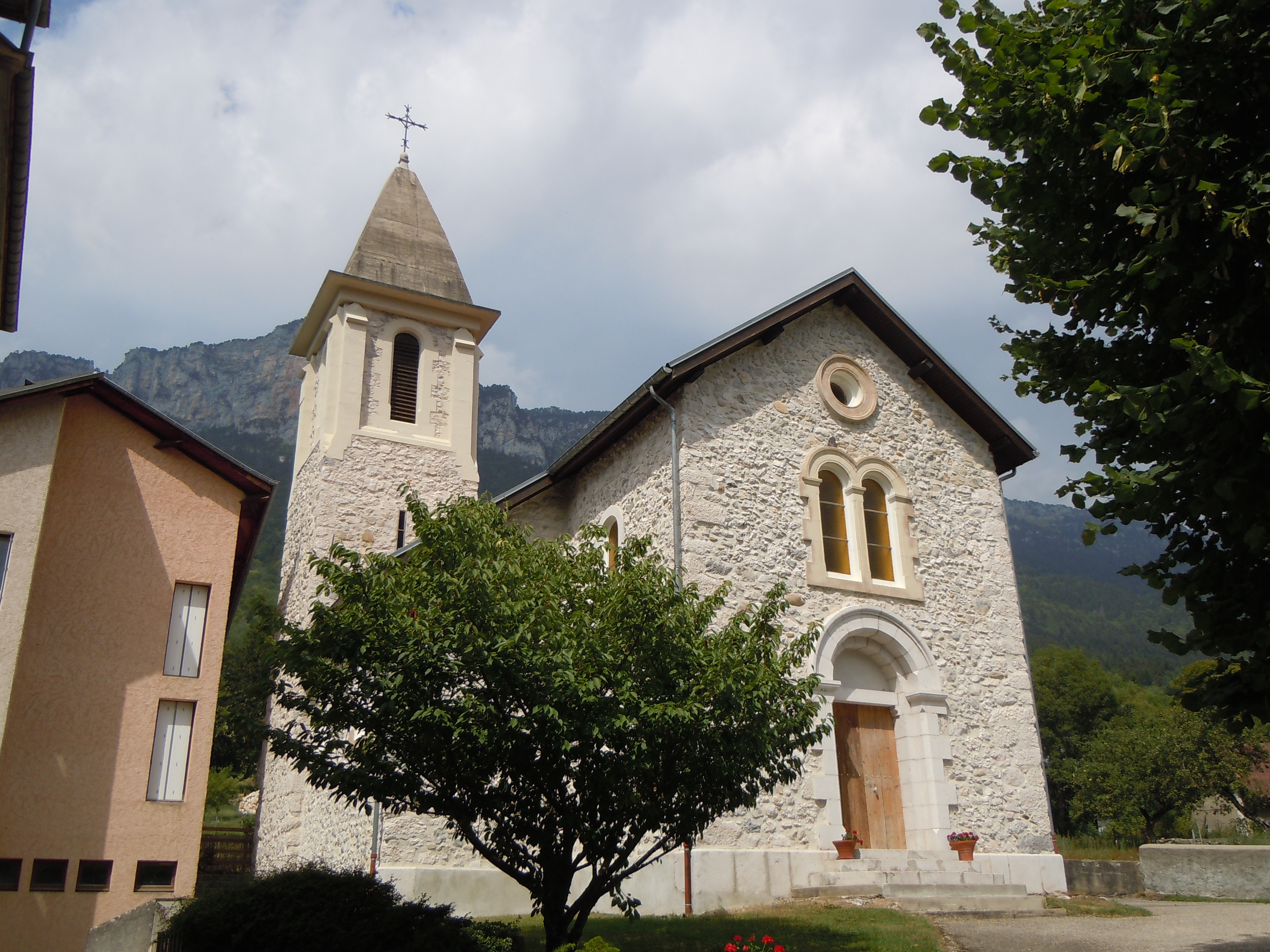
L'église vue de côté sud-ouest
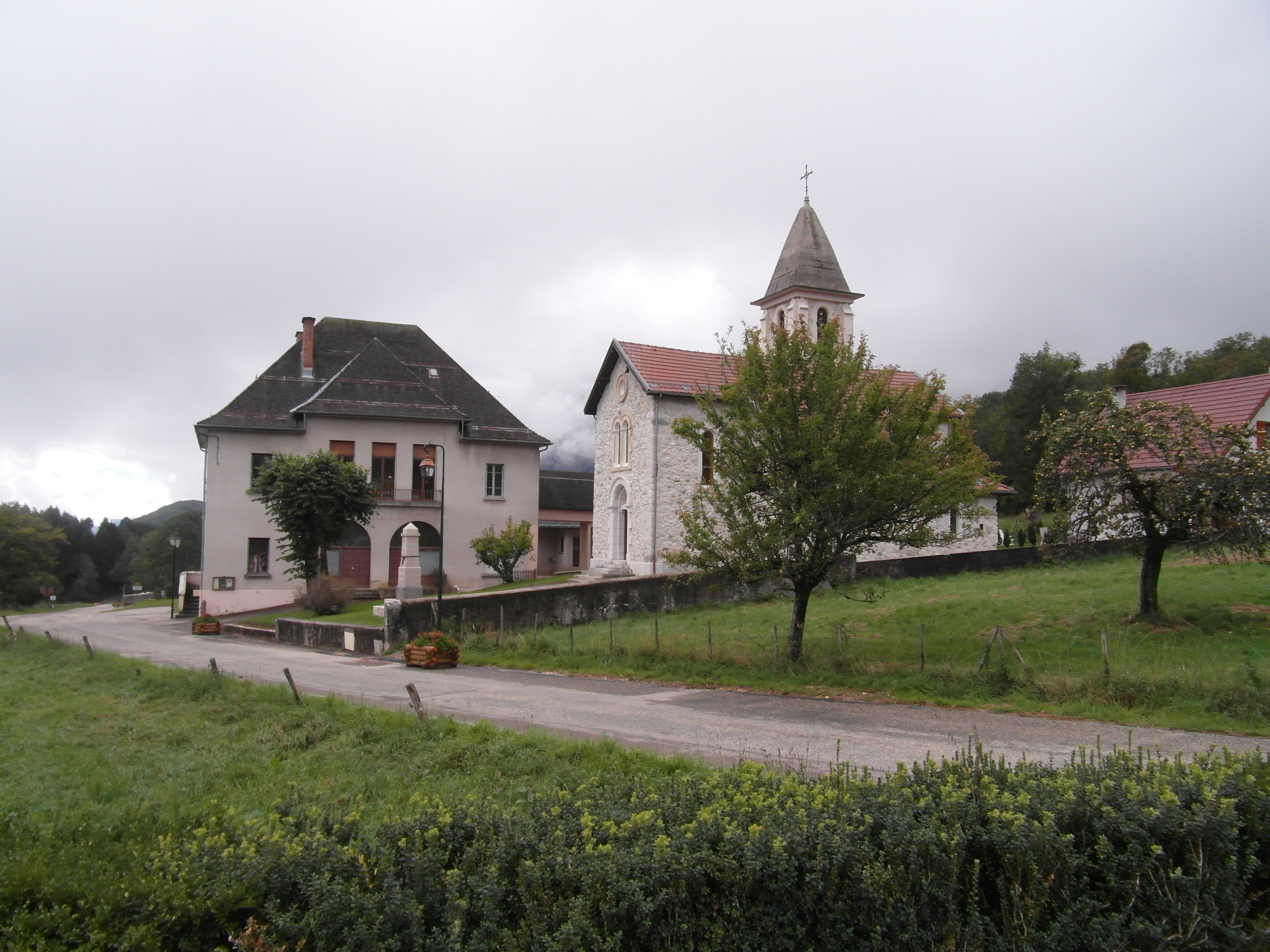
L'église et l'ancienne école
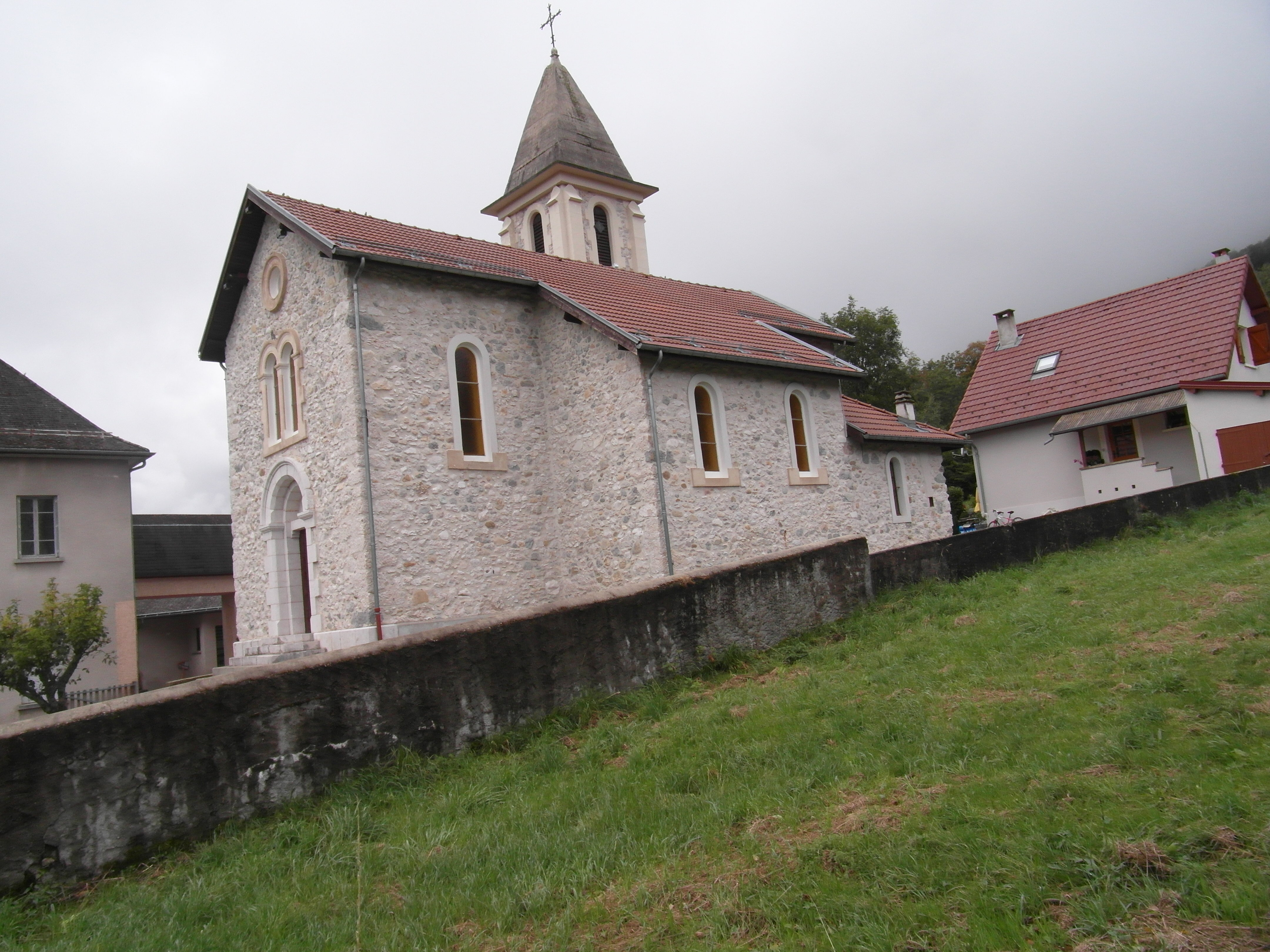
L'église, vue côté nord-est
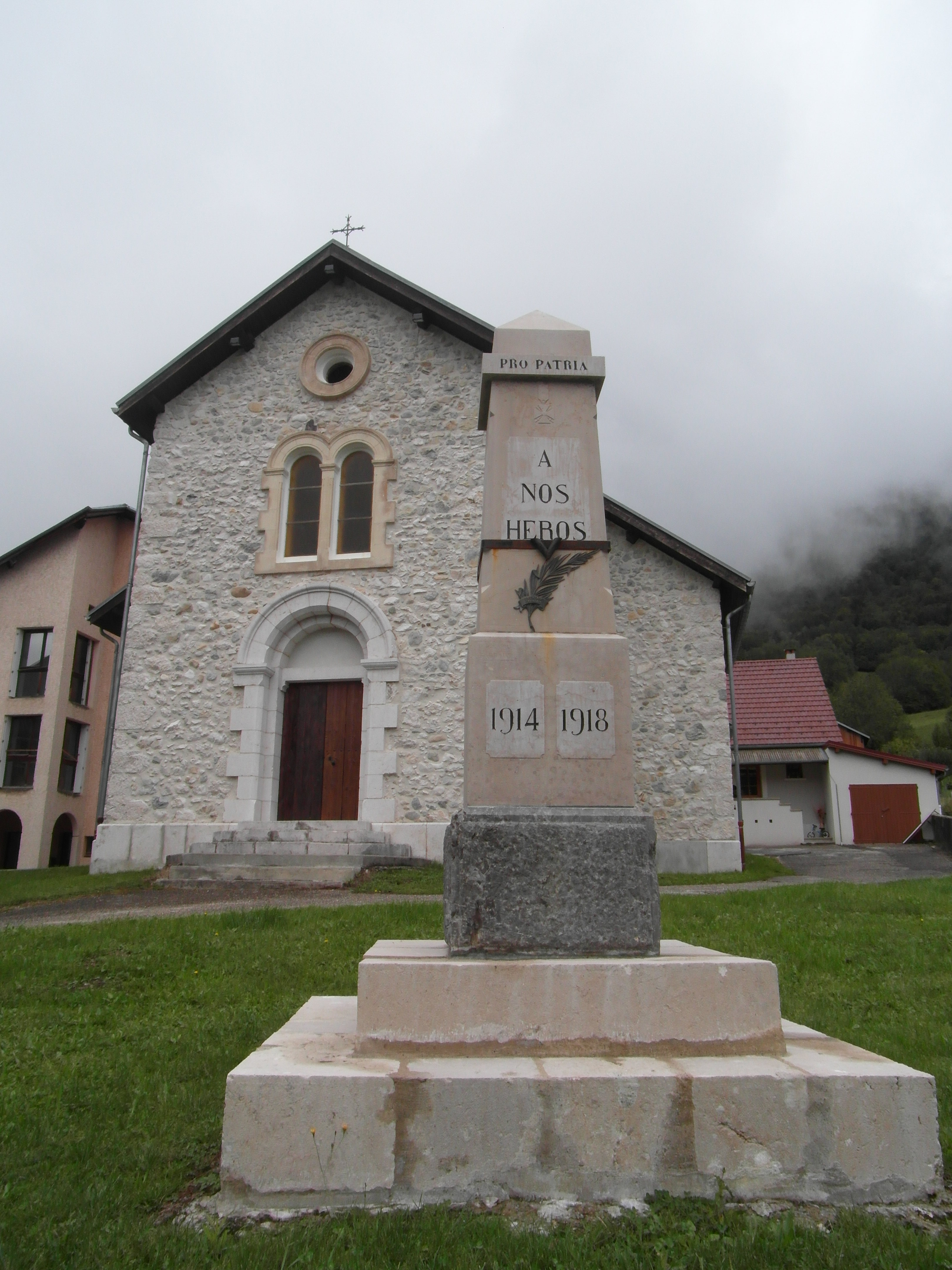
Le monument aux morts
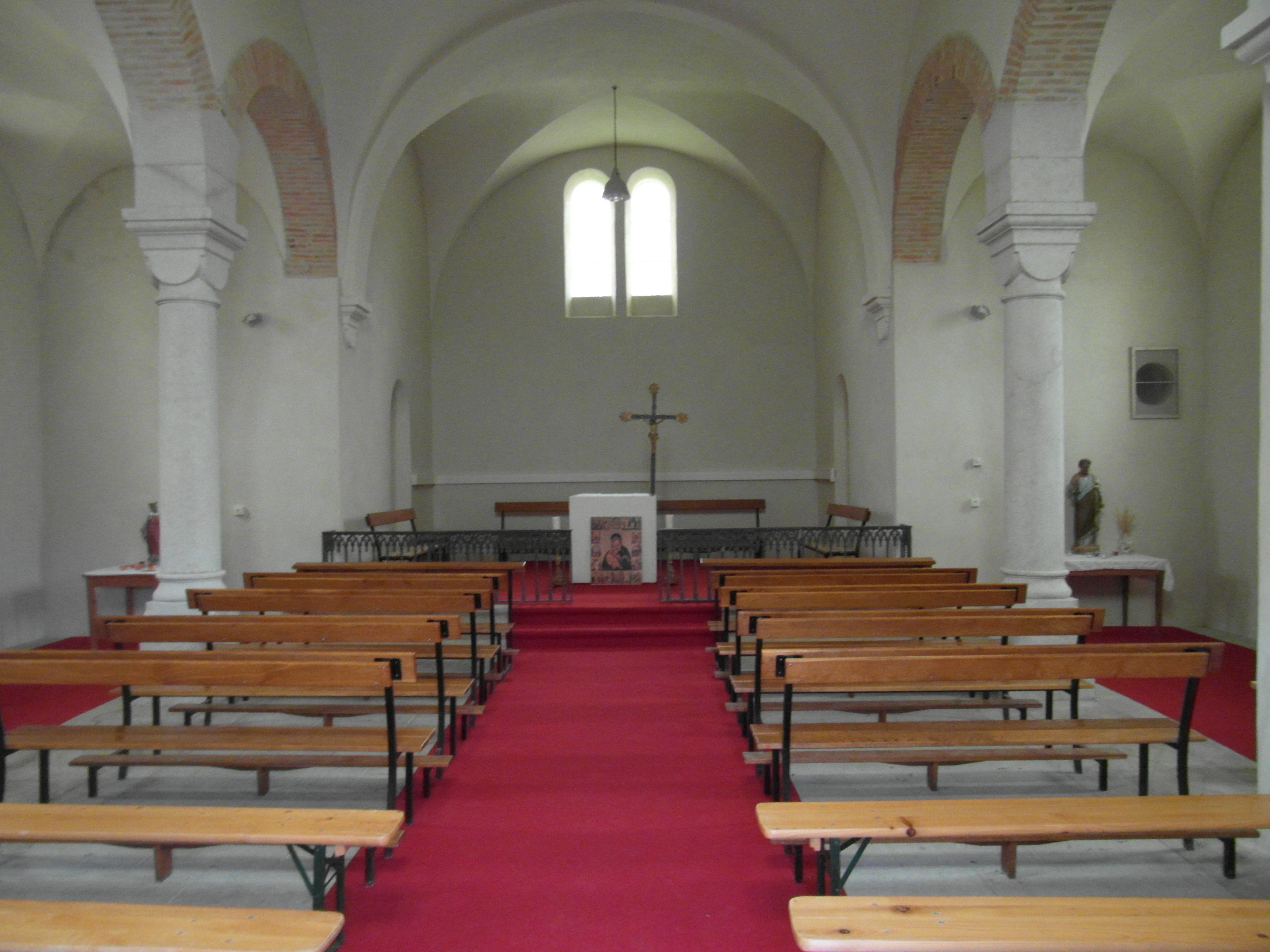
Nef de l'église

### Patrimoine et tradition orale

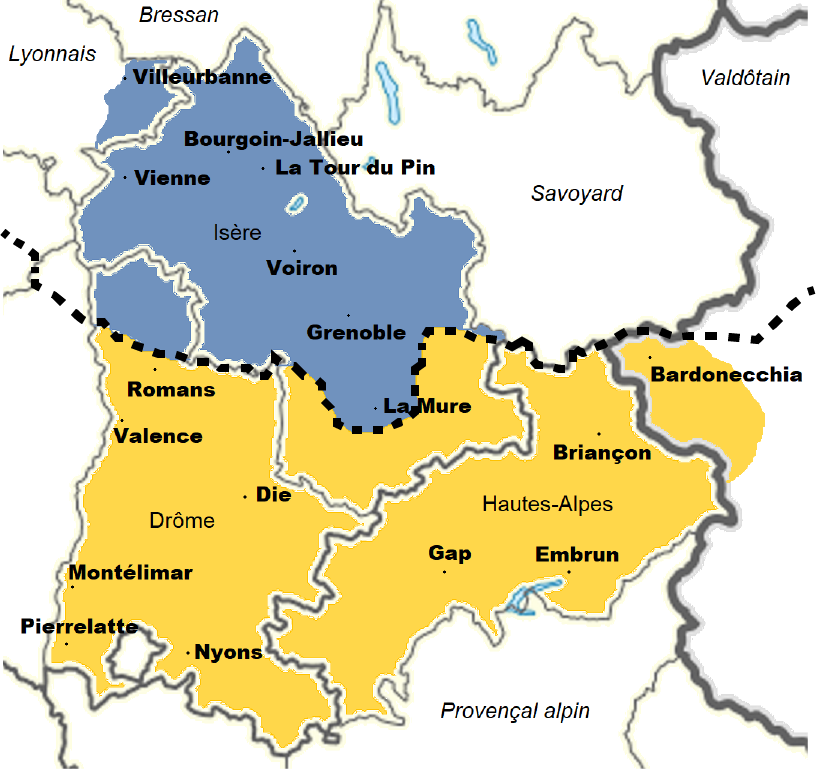
Carte linguistique du Dauphiné : Le dauphinois est un dialecte arpitan parlé dans le nord du Dauphiné. La moitié sud du Dauphiné est quant à elle du domaine linguistique de l'occitan et de son dialecte local, le vivaro-alpin.

Historiquement, sur le plan linguistique, le territoire de Sainte-Marie-du Mont, ainsi que l'ensemble du pays de Chartreuse et du Grésivaudan se situant au nord et au nord-est de l'agglomération grenobloise et donc dans la partie centrale de la zone des patois dauphinois, il appartient donc au domaine de la langue dite francoprovençal ou arpitan au même titre que les parlers savoyards, vaudois, Valdôtains, bressans et foréziens.
L'idée du terme, « francoprovençal », attribué à cette langue régionale parlée dans le quart de la France du Centre-Est différente du français, dit langue d'oil et de l'occitan, dit langue d'oc est l'œuvre du linguiste et patriote italien Graziadio Isaia Ascoli en 1873 qui en a identifié les caractéristiques, notamment dans le Grésivaudan, les pays alpins et la vallée de l'Isère, depuis sa source jusqu'à sa confluence avec le Rhône. .

### Patrimoine naturel
Sainte-Marie-du-Mont est une  des communes adhérentes du parc naturel régional de Chartreuse.

#### Sites naturels
Le Trou de la Rousse ou grotte de la Rousse est un grand porche creusé naturellement dans la falaise de Chartreuse à une altitude supérieure à 1 500 mètres. Il s'agit également d'un ancien site préhistorique qui sert toujours de bivouac pour les randonneurs et protégé par des murets de pierre.

#### La forêt

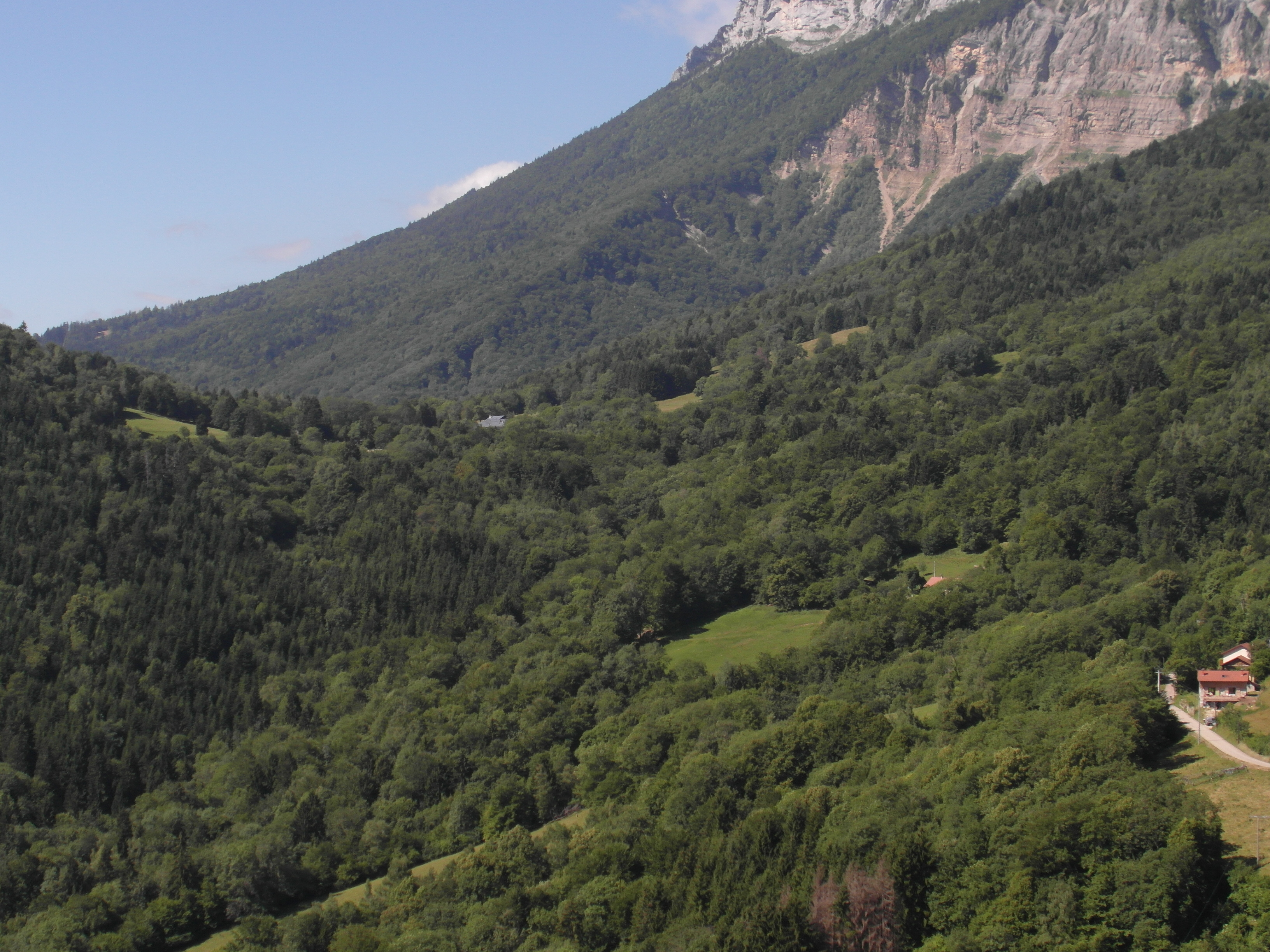
Forêt domaniale du Boutat.

La forêt, en majorité des hêtraies sapinières, occupe la majorité du territoire communal. Celle-ci cède au niveau de l'étage subalpin à des prairies d’alpage peuplées de pins à crochets au niveau des crêtes, et à des prairies cultivées au niveau des combes
La forêt domaniale du Boutat, entièrement située sur le territoire communal de Sainte-Marie-du-Mont dans son côté occidental, présente une superficie actuelle de 889 hectares. Les essences principales sont dans l'ordre le hêtre (36 % de la surface), le sapin pectiné (25 %), l'épicéa commun (7 %) puis des feuillus d'essence diverses (7 %). Le restant de la surface du domaine forestier est composé de rochers, ravins, de diverses barres rocheuses, leurs éboulis et quelques couloirs d'avalanche aux peuplements clairsemés.
Selon l'arrêté du Ministère de l'agriculture de l'agroalimentaire et de la forêt datant du 22 septembre 2014, la forêt domaniale du Boutat est divisée en deux séries :
- première série destinée à la production du bois d'œuvre résineux et de bois de chauffage feuillu et à la protection contre les risques physiques tels que les érosions torrentielles, les avalanches et les chutes de roches. Sa superficie est légèrement supérieure à 425 hectares ;
- seconde série destinée à la protection contre les risques physiques et à la production, d'une superficie légèrement inférieure à 464 hectares.

Au niveau de la Croix de l'Alpe, un des points culminant de la commune et un passage vers le plateau de l'Alpe, on peut découvrir des variétés de pin à crochets ou pin de Briançon (Pinus uncinata) qui est une espèce de pins, famille des Pinaceae, vivant dans les régions montagneuses d'Europe.

##### Les fleurs
Voir : Flore de la Chartreuse.

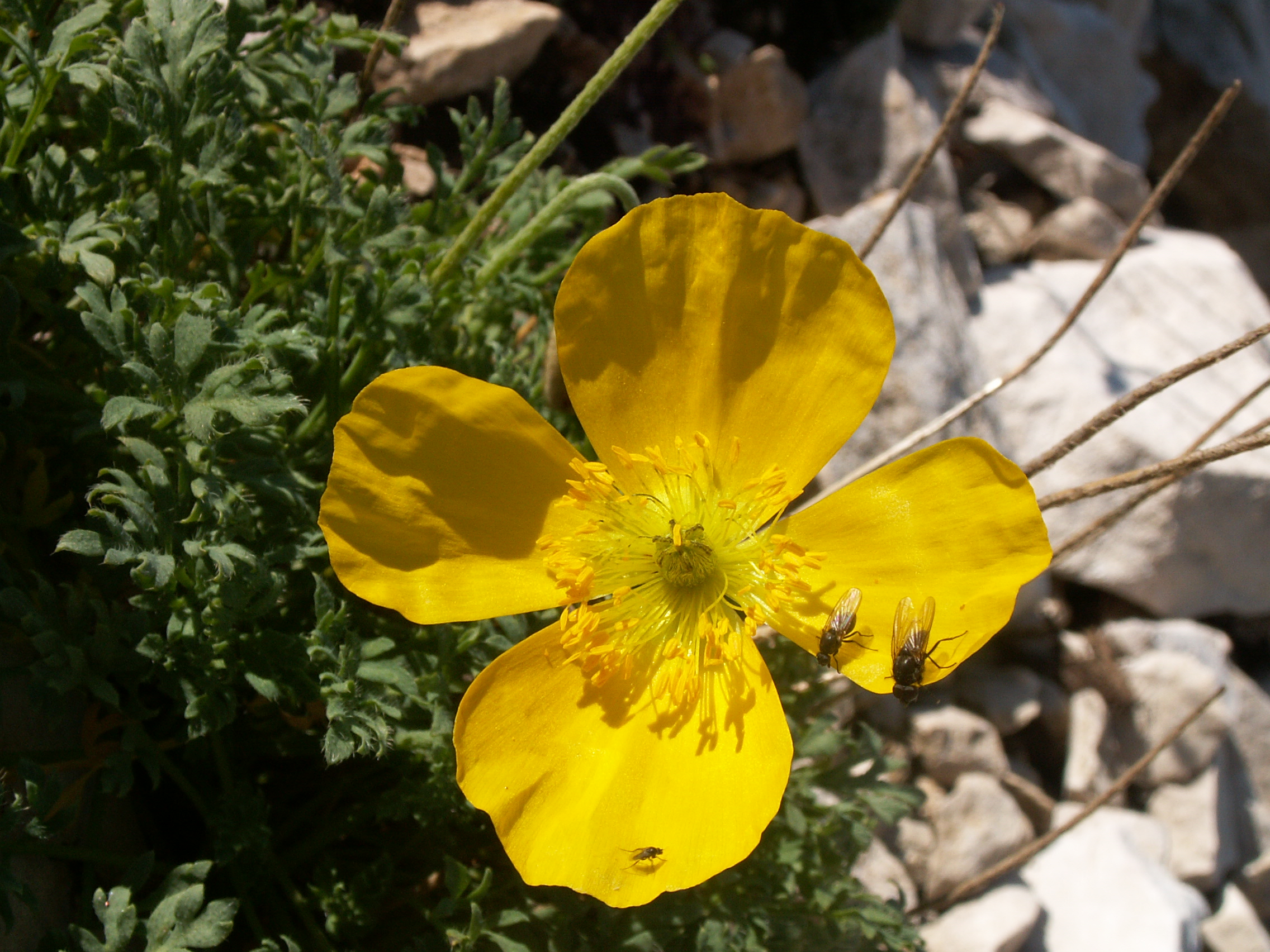
Pavot des Alpes.

L'étage montagnard qui caractérise le territoire de Sainte-Marie-du-Mont est représenté par les prés de fauche qui se démarque par une flore très riche.
La flore de cette commune de moyenne montagne comporte de nombreuses espèces typiques du massif de la Chartreuse comme le Vulnéraire des Chartreux et d'autres espèces comme le sabot de Vénus, la grande gentiane jaune, le pavot des Alpes, le lis Martagon et bien d'autres plantes, endémiques de la région.

#### La faune
Voir : Faune de la Chartreuse.

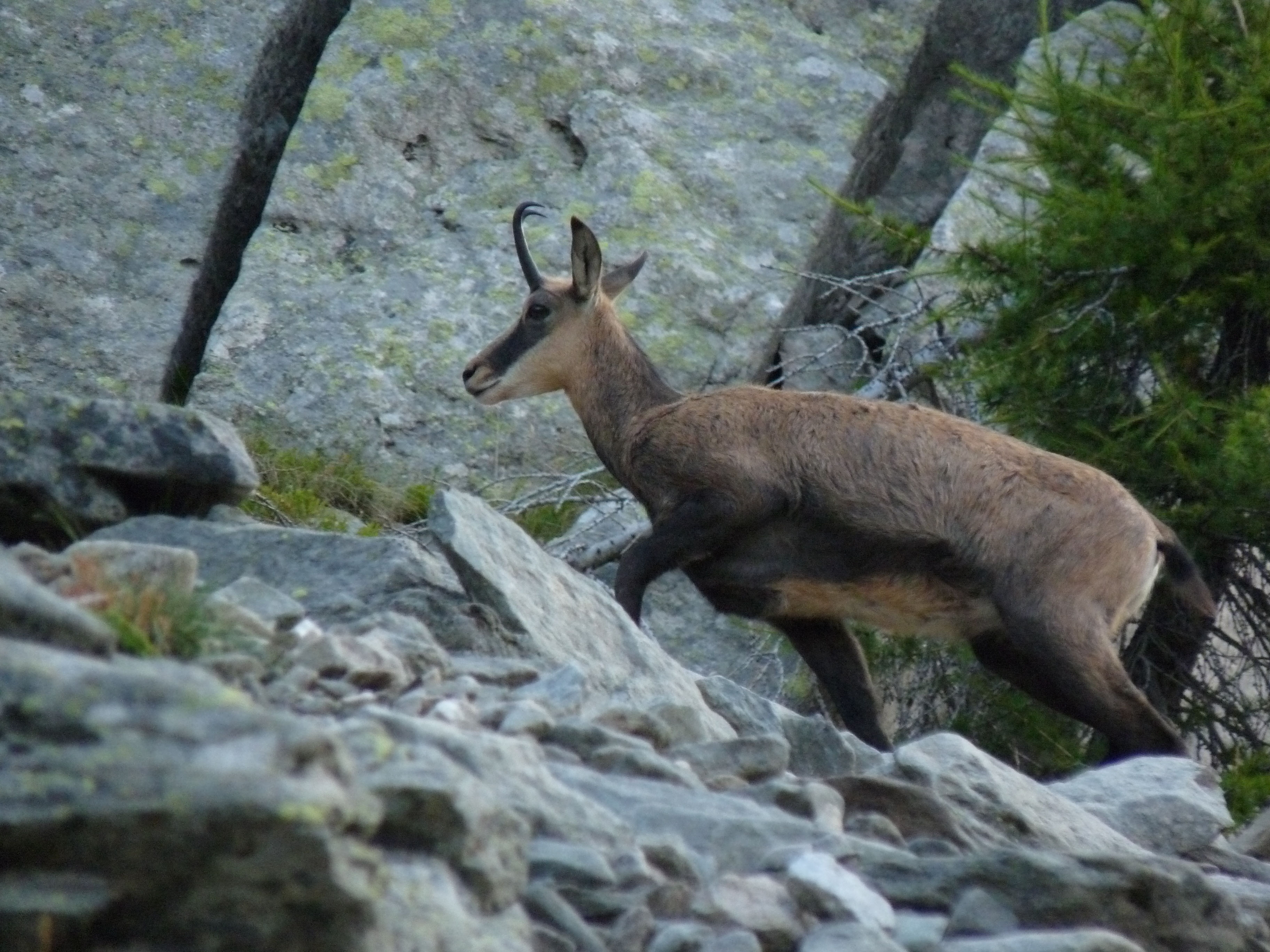
Chamois des Alpes.

Le territoire de la commune abrite une faune variée comme toutes les communes du massif de la chartreuse. On peut y rencontrer divers ongulés comme le chamois des alpes, le cerf, le chevreuil, le mouflon, mais aussi des prédateurs comme le renard, le chat sauvage et plus rarement le lynx boréal.
Les oiseaux sont également nombreux : parmi les rapaces, on peut admirer les vols de l’aigle royal, du milan, de la buse variable, du faucon pèlerin. Diverses espèces de chouettes sont aussi visibles telles que la Chevêchette et la chouette ou Nyctale de Tengmalm. Plus rare, le grand duc est visible aux confins du massif

#### Les randonnées et sentiers

##### Parcours de santé

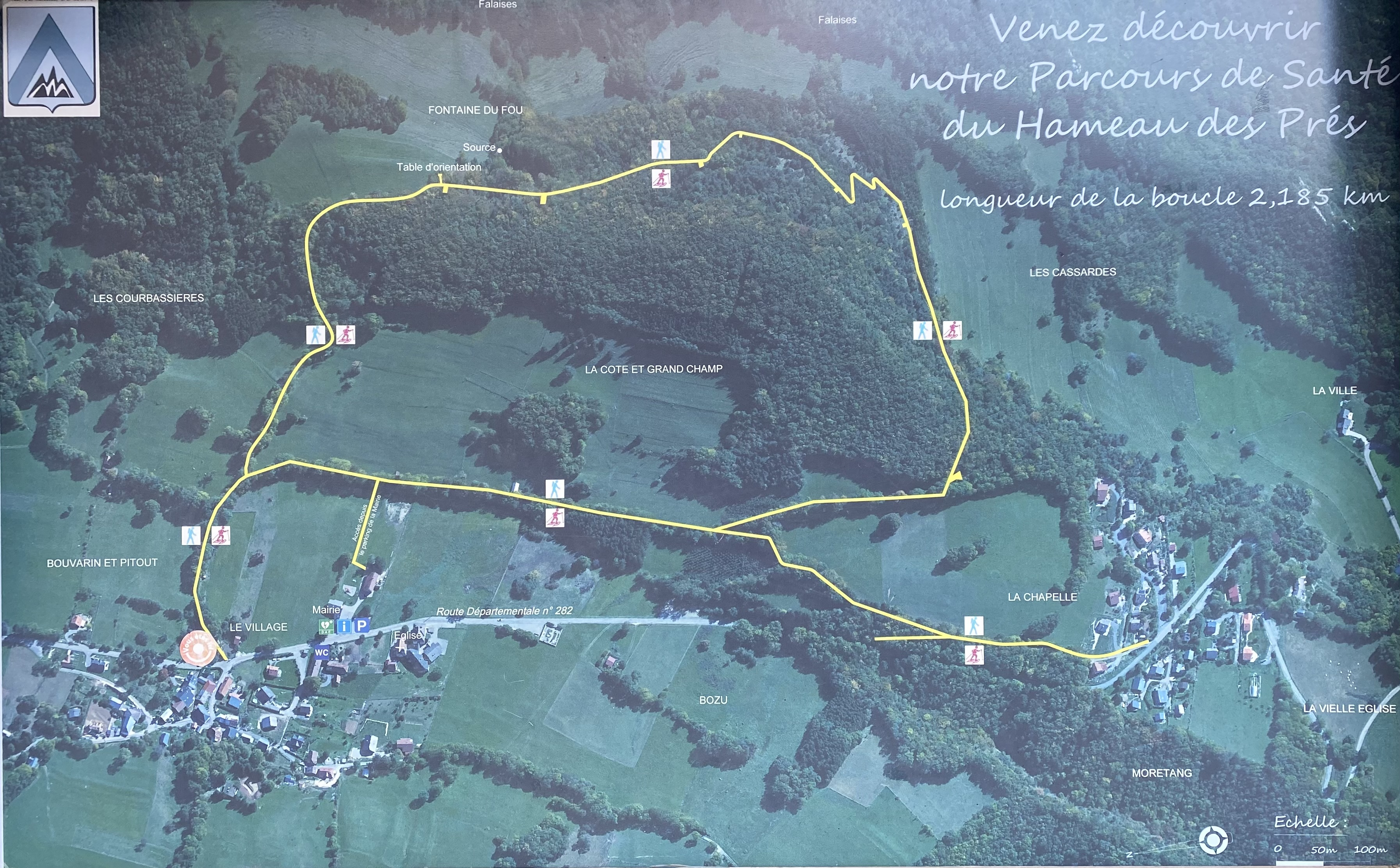
Parcours de santé de Sainte-Marie-du-Mont

Le hameau Les prés propose un parcours de santé de 2Km sous les bois, cette boucle propose tout le long des équipements pour faire de l’exercice mais aussi des panneaux instructifs sur les différents végétaux et animaux présents dans la région. Sur le plus haut point du sentier, on peut trouver une table d’orientation représentant la chaîne de Belledonne ainsi qu’une vue complète sur la vallée du Grésivaudan. Le parcours est également compatible avec les raquettes quand le temps s’y prête.

##### Randonnées
La commune de Sainte-Marie-du-Mont compte plusieurs parcours de randonnée.
- Circuit Pépinière, maison Gayet, 4 heures, 1,5 Km
- Circuit de Vaujane, 1h30, 4Km
- Circuit des Hameaux de Sainte-Marie-du-Mont, 2h45, 6,7 Km
- Circuit Chez Guimet, 1h40, 5 Km
- Petit circuit de la Pépinière, 1h25, 4,5 Km
- Table d’orientation par le Pas du Facteur, 3h20, 9 Km
- Le Pas du Facteur, 3h50, 9 Km
- Circuit de la Voie romaine, 4h50, 11 Km
- Le Montalieu, 4h30, 11,4 Km

#### Les sites montagnards

##### Les principaux sommets
- Le Sommet du Pinet ou « Le Truc » (1 863 mètres);
- Les Rochers de Fouda blanc (1 861 mètres);
- La Roche de Fitta (1 737 mètres);
- Le Grand Manti (1 842 mètres);
- L'Aulp du Seuil (1 892 mètres) est le point culminant du territoire communal (versant nord).

##### Les cols et les passages
- Le Col des belles ombres[55]
- Le Passage du Fourneau[56];
- Le Pas de la Rousse;
- Le Pas de l'Echelle;
- Le Col de l'Alpe[57].

Ce dernier col est situé à la limite des communes d'Entremont-le-Vieux dans le département de la Savoie et de Sainte-Marie-du-Mont en Isère. Ce passage, relié à la route départementale par de nombreux sentiers est l'une des portes d'accès à la réserve naturelle des Hauts de Chartreuse. On peut y atteindre l'ancienne frontière entre la Savoie et la France marquée encore aujourd'hui par des bornes frontières.

Photos du Col de l'Alpe
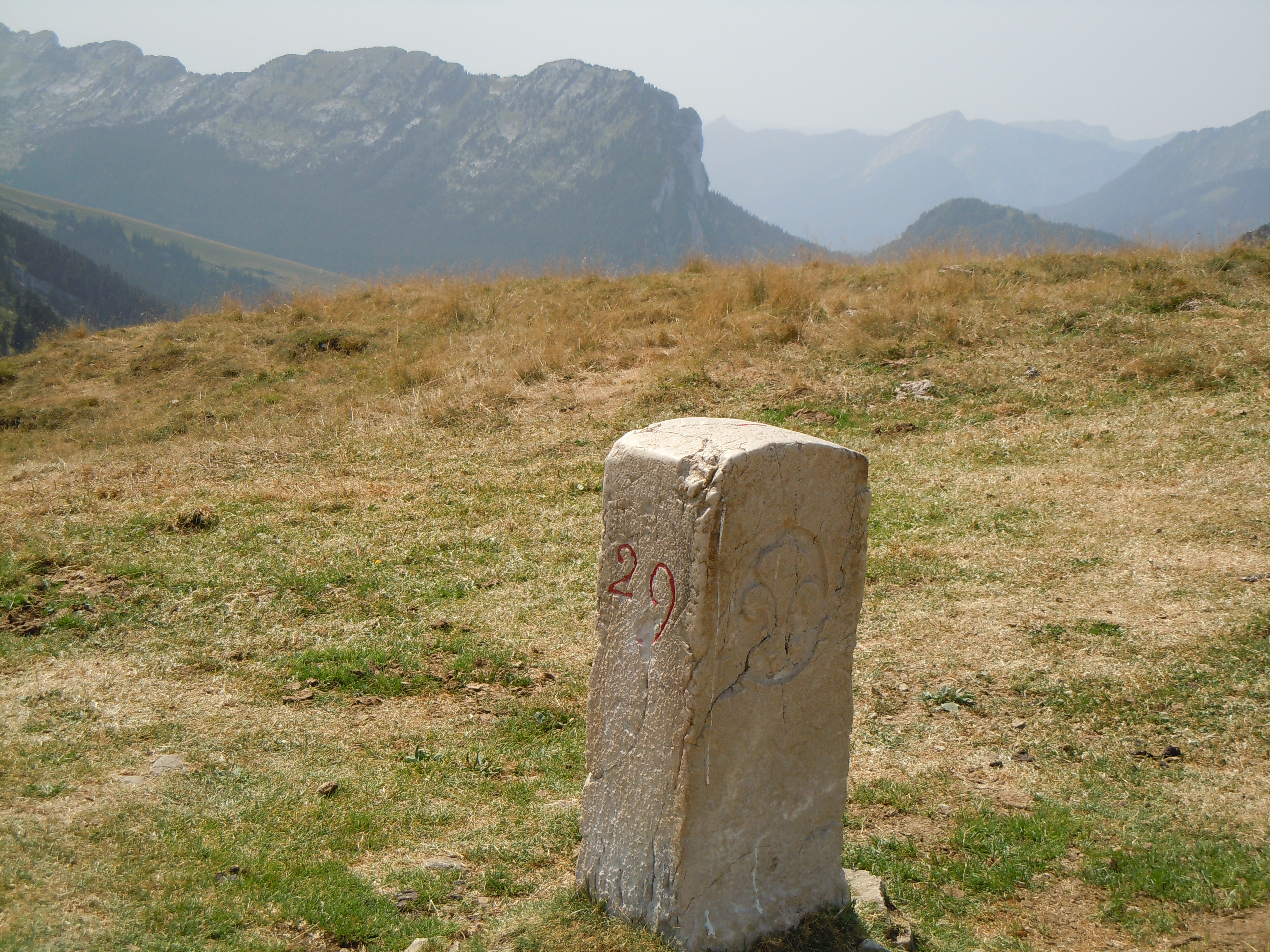
Borne frontière no 29.
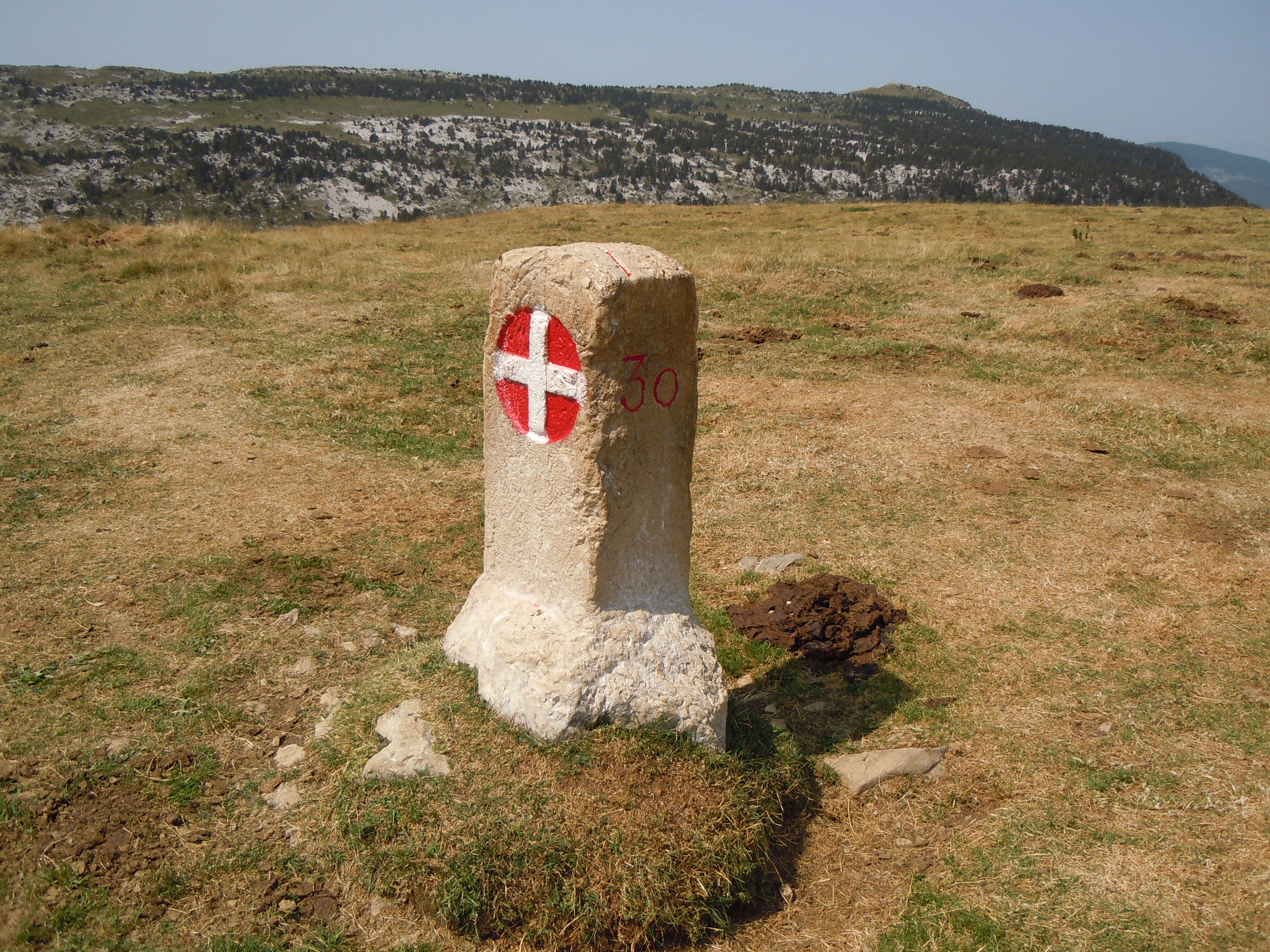
Borne frontière no 30.
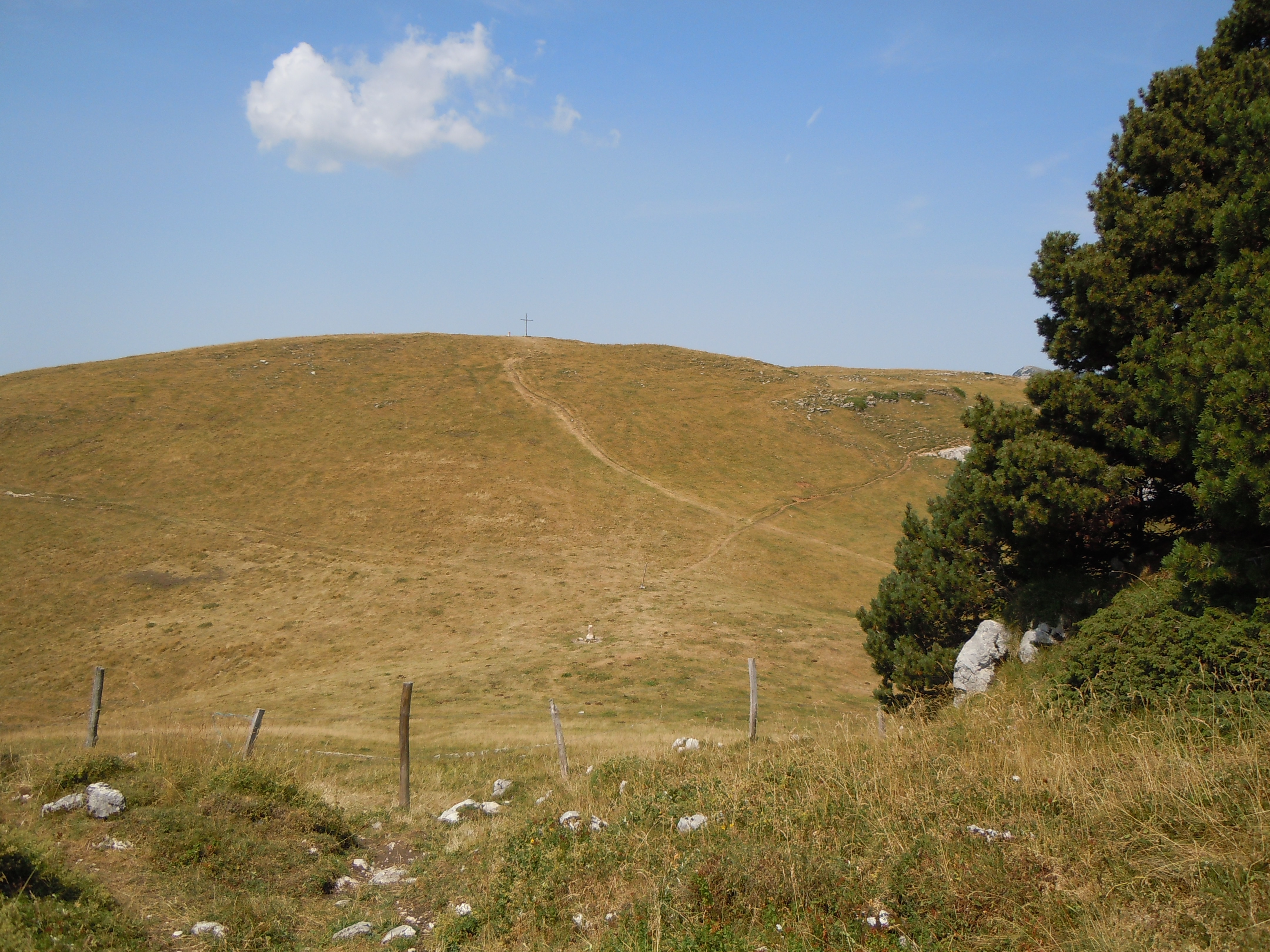
La Croix de L'Alpe.
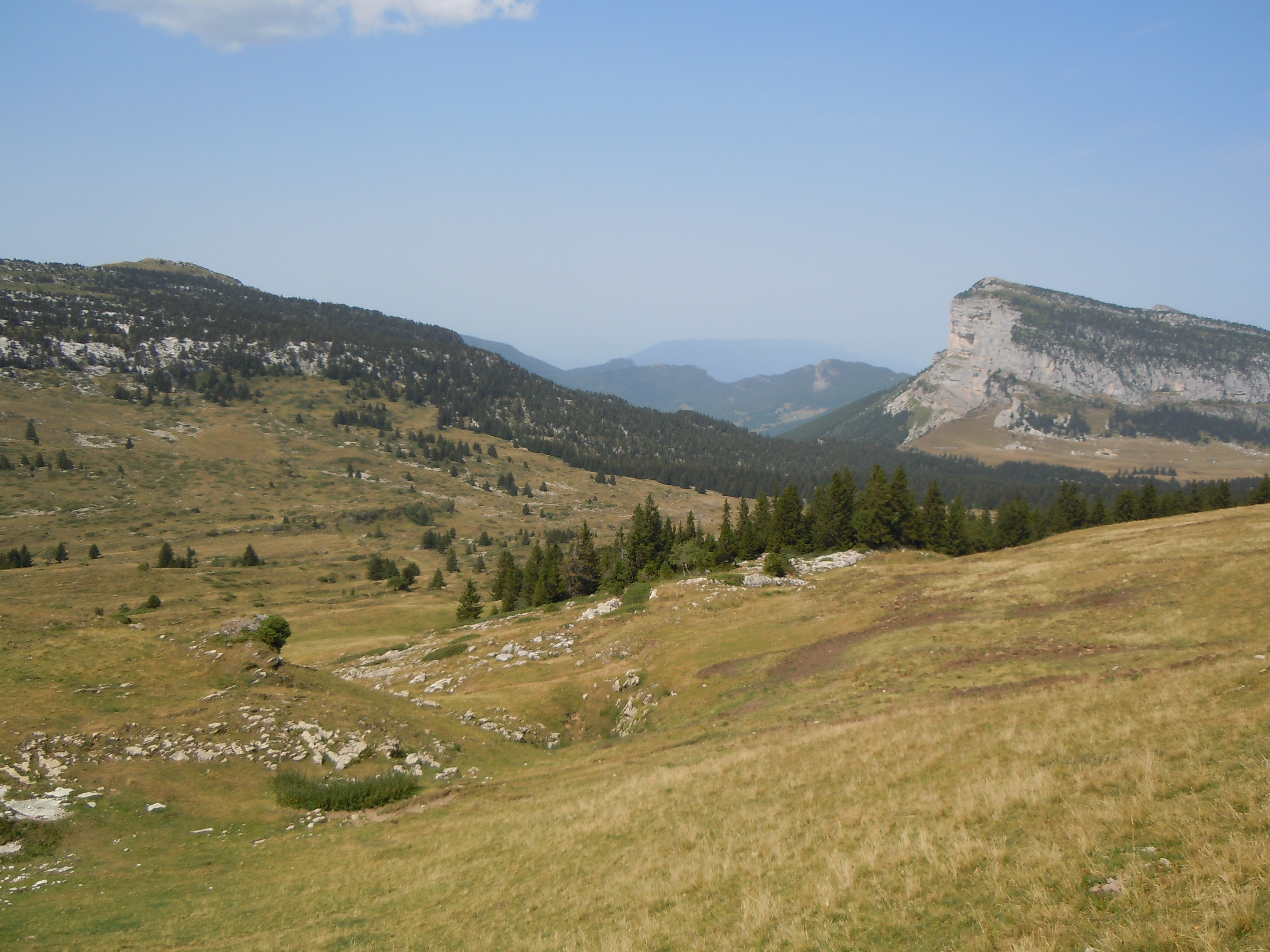
Vue vers l'Alpette.
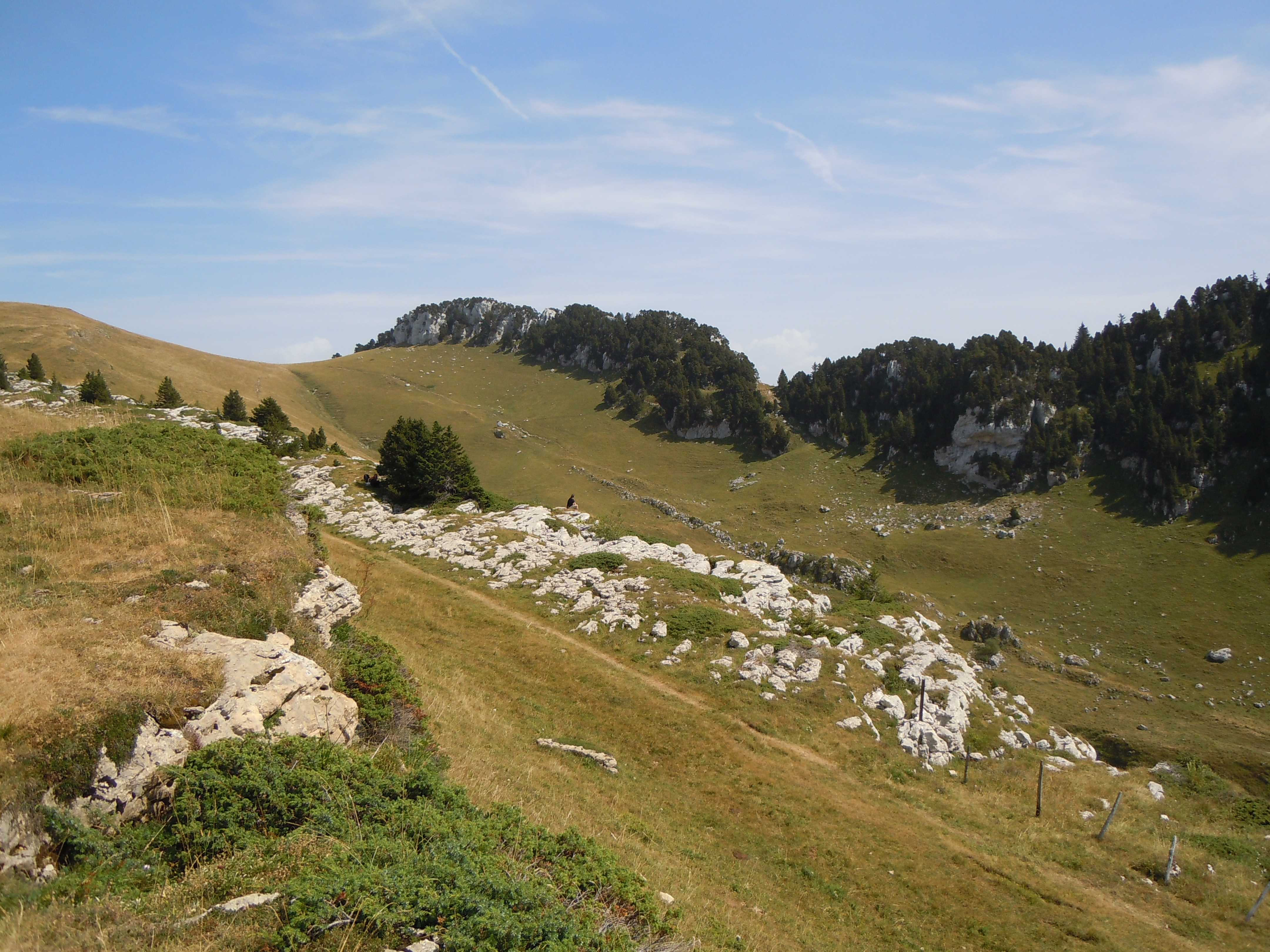
Col de l'alpe depuis le Vallon de Pratcel.

Aucun de ces cols et passages n'est accessible en véhicules motorisés ; ils ne peuvent être traversés que lors d'une randonnée pédestre.

##### La réserve naturelle des Hauts de Chartreuse
À l'est du massif de la Chartreuse, la réserve naturelle s'étend du Mont Granier au nord, à la Dent de Crolles au sud sur environ 20 km. Le territoire concerne 11 communes sur deux départements. En Isère, les communes de Sainte-Marie-du-Mont, Saint-Pancrasse, Chapareillan, Saint-Bernard-du-Touvet, Saint-Hilaire-du-Touvet, Saint-Pierre-de-Chartreuse et Saint-Pierre d'Entremont sont concernées.
Le site forme un vaste plateau rocheux en altitude, bordé de hautes parois abruptes, visible depuis l'ensemble du territoire de Sainte-Marie-du-Mont. Cette réserve couvre une surface totale de 4 450 hectares dont 3 950 ha en Isère et 500 ha en Savoie pour une altitude comprise entre 900 m et 2 062 m.

#### Les sites spéléologiques
Selon le site internet de la commune de Sainte-Marie du Mont, le réseau souterrain dit, « réseau de l'Alpe », est le 3e réseau spéléologique français pour son développement, soit plus de soixante-douze kilomètres dont la plus grande partie se situe dans les sous-sols du territoire communal. Les principaux sites d'entrée de ce réseau souterrain sont :
- Le Golet du Tambourin (dont le gouffre est marqué par une série de puits donnant accès sur une belle rivière souterraine) 1 645 m45° 25′ 07″ N, 5° 54′ 49″ E;
- Le Gouffre du berger (à ne pas confondre avec le gouffre Berger situé dans le Vercors) 1 640 m45° 24′ 49″ N, 5° 54′ 39″ E;
- Le Golet du pompier 1 737 m45° 25′ 30″ N, 5° 54′ 43″ E;
- Le Gouffre de Source vieille 1 619 m45° 25′ 38″ N, 5° 55′ 12″ E;
- Le Gouffre de la vache enragée 1 628 m45° 25′ 27″ N, 5° 55′ 06″ E (ces trois dernières cavités étant situées dans le secteur de la Ragne);
- Le Gouffre Brutus 1 587 m45° 25′ 53″ N, 5° 55′ 07″ E;
- Le Gouffre de la Combe de l'Arche 1 550 m45° 26′ 10″ N, 5° 55′ 38″ E.

### Dans les Arts

#### Dans les films
Quelques scènes du film L'Amour violé de Yannick Bellon réalisé en 1977 ont été tournées à l'auberge de Sainte-Marie-du-Mont.

### Héraldique
|  | Sainte-Marie-du-Mont (Isère) possède des armoiries dont l'origine et le blasonnement exact ne sont pas disponibles. |